# 速霸陸Outback
速霸陸Outback（日语：スバル・アウトバック）為1995年起日本富士重工業製造、销售的五人座運動型多用途車或跨界休旅車，中国大陆的官方翻譯名稱為斯巴魯傲虎:208。此車款沿袭速霸陸Legacy，配置了該公司向來標榜的水平對臥引擎及全時四輪驅動系統。
關於車名「Outback」在澳洲意謂未經開拓的蠻荒之地。除此之外，富士重工業自1994年至2011年間曾以速霸陸Impreza為基礎，針對北美洲市場推出的「Outback Sport」。該車款並未提高車身高度、底盤離地高度，僅就外觀加入越野休旅元素，可視為速霸陸XV的前身。

## 歷史與概要

### 概要
1980年代中期富士重工業過度仰賴對美國的出口業務，導致公司體制僵化，出現營運危機；甚至某些平面媒體胡亂臆測該公司將遭到併購或破產。為了破除危機，該公司導入開發主管制度，進行大規模的組織改革活動，其中開發代號「44B」的第一代Legacy便是在這種情況下誕生。這款車外銷北美洲後，成功地讓該公司起死回生。
1990年代起SUV風潮席捲整個北美，可是在1997年上市的Forester尚未問世之前，富士重工業旗下並無任何一部真正能稱得上SUV的車款。尤其位在印第安那州拉斐特的「速霸陸五十鈴汽車廠（今改稱速霸陸印第安納汽車廠〔Subaru of Indiana Automotive, Inc.〕）」以五十鈴Rodeo為基礎，換牌代工的本田Passport在1994年上市後，更令眾多北美代理車商急得跳腳。是以原廠拉高第二代Legacy的底盤高度，運用雙色搭配、輪拱及車身下緣的黑色塑料等外型修改，並加上車頂架，成為具有休閒越野元素的車款「速霸陸Outback」。畢竟日本的國情不同，對於「out（淘汰、出局）」和「back（後退）」有所顧忌，故當地市場採用「Legacy Grand Wagon」之名發售。1997年9月日規版小改款時曾改稱「Legacy Lancaster」，後來大改款的第三代Legacy也沿用此名，直到2006年第四代Legacy實施小改款，為了和外銷版統一，日本境內的車名改回「Legacy Outback」。
有趣的是，1995年推出時富士重工業美國分公司宣傳此款車為「世界第一部SUW （sport utility wagon）」，也就是「運動型多用途旅行車」，強調此款車兼具轎車和運動型多用途車之所長。

### 第一代BG系（1995年-1998年）
1995年 - 8月富士重工業以第二代Legacy為基礎，墊高底盤的高度，運用雙色搭配、輪拱及車身下緣的黑色塑料等外型修改，並加上車頂架，成為具有休閒越野元素的車款。外銷美國、澳洲等市場的車名為速霸陸Outback，日本本地市場則稱作速霸陸Legacy Grand Wagon。動力心臟為2.5L水平對臥四缸DOHC EJ25D型引擎，可輸出160ps / 6,000rpm的最大馬力、21.5kgf·m / 2,800rpm的扭力峰值。
1997年 - 9月隨著第二代Legacy小改款，日本市場的車名改為速霸陸Legacy Lancaster。除追加五速手排附雙速切換裝置的車型，另有安裝投射式頭燈組的「Limited」車型。

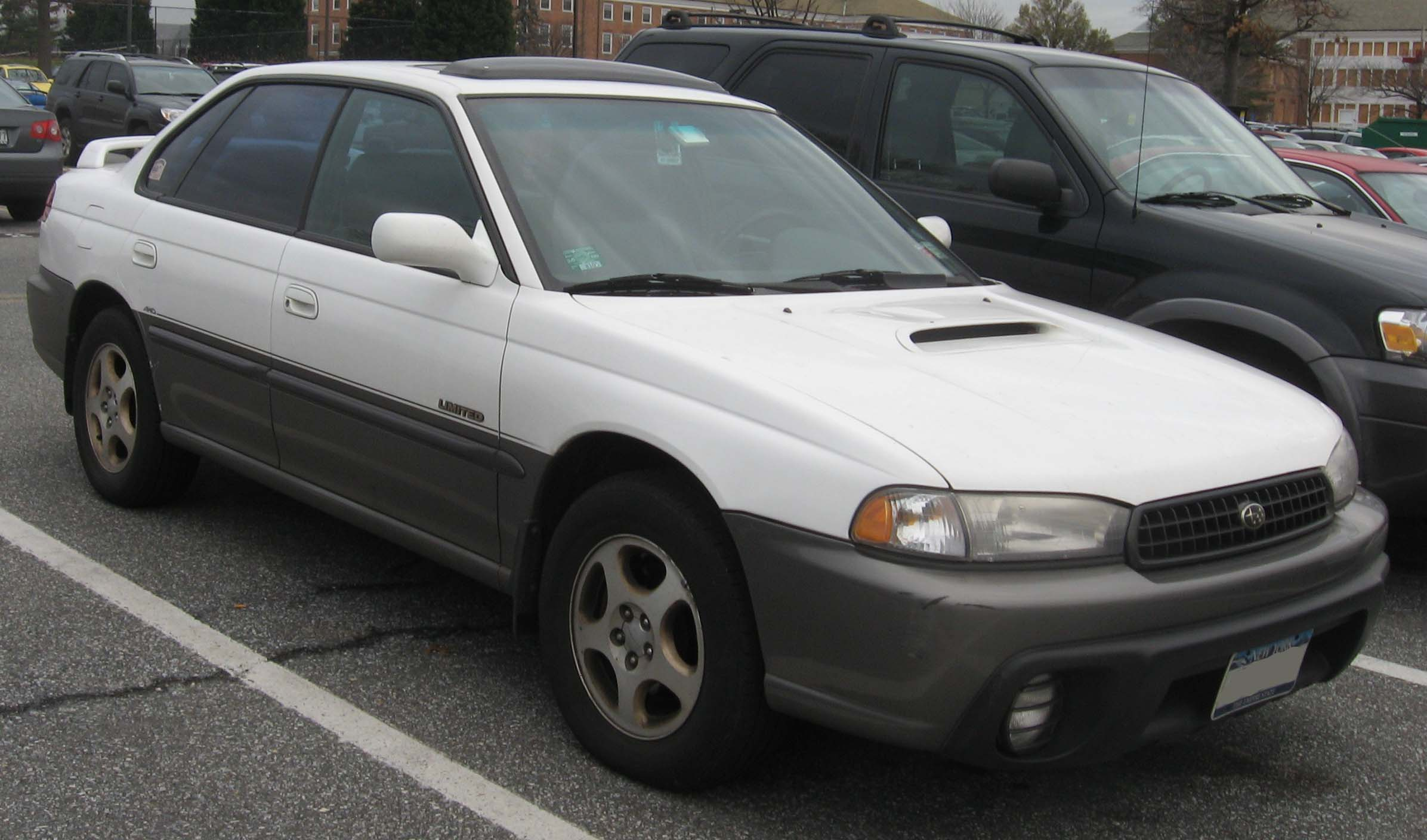
四門轎車版車頭
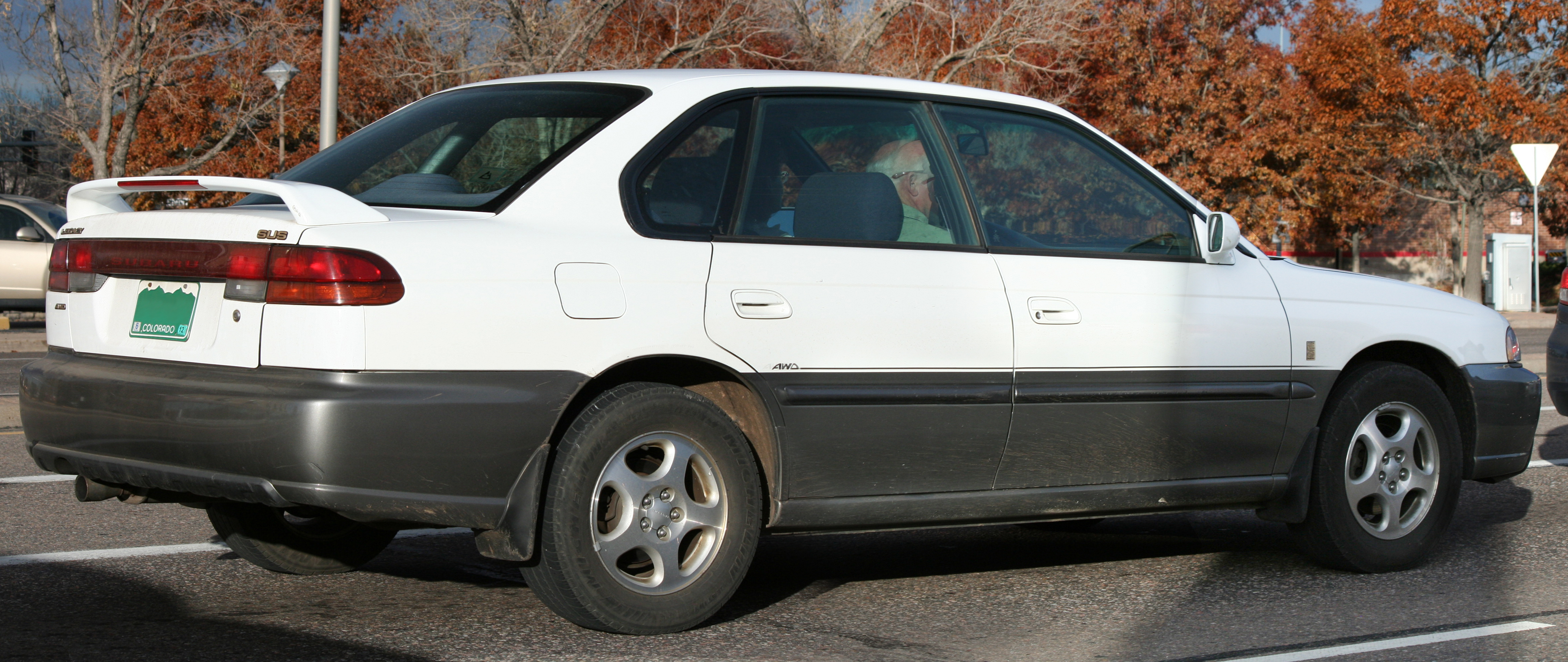
四門轎車版車尾
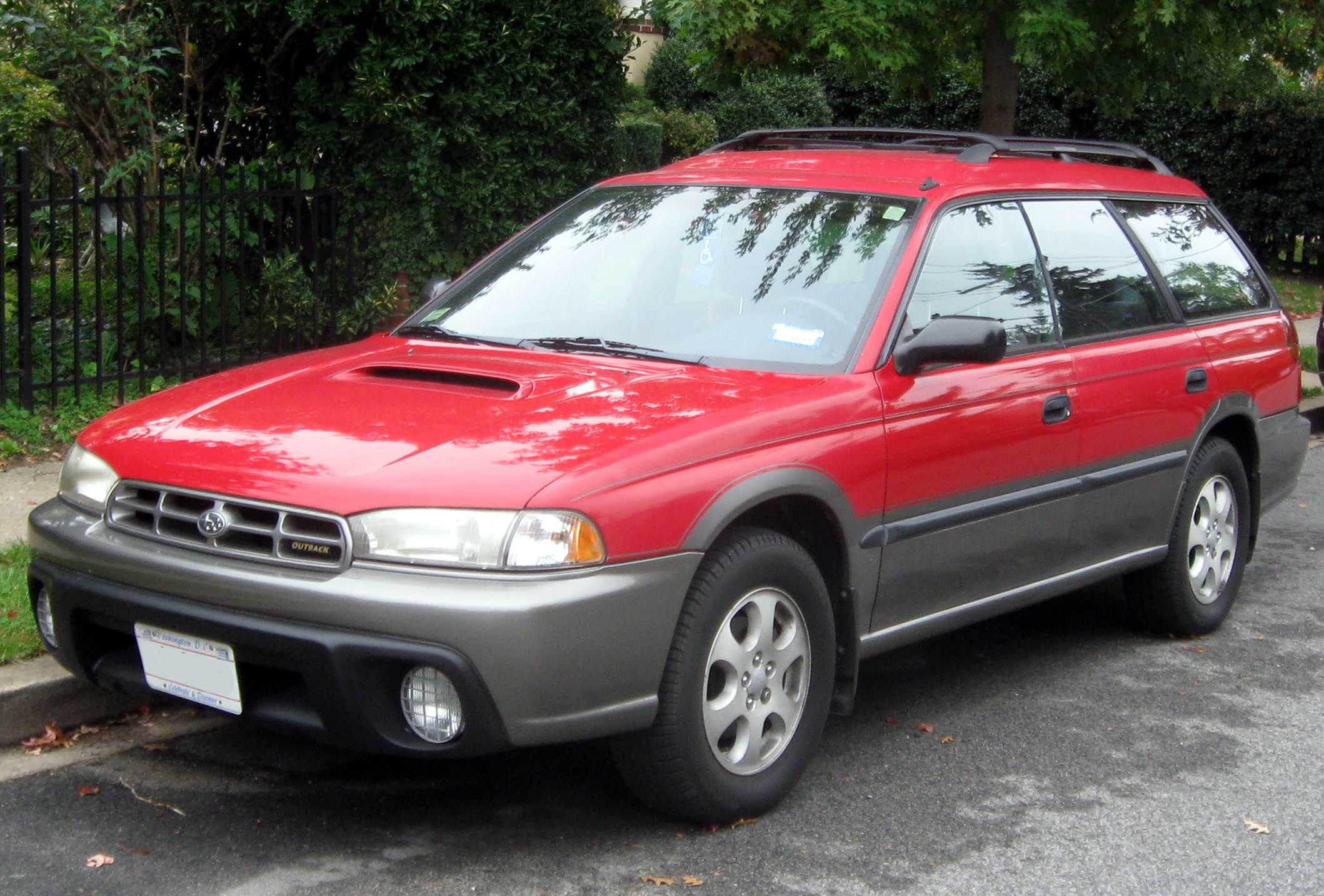
五門旅行車
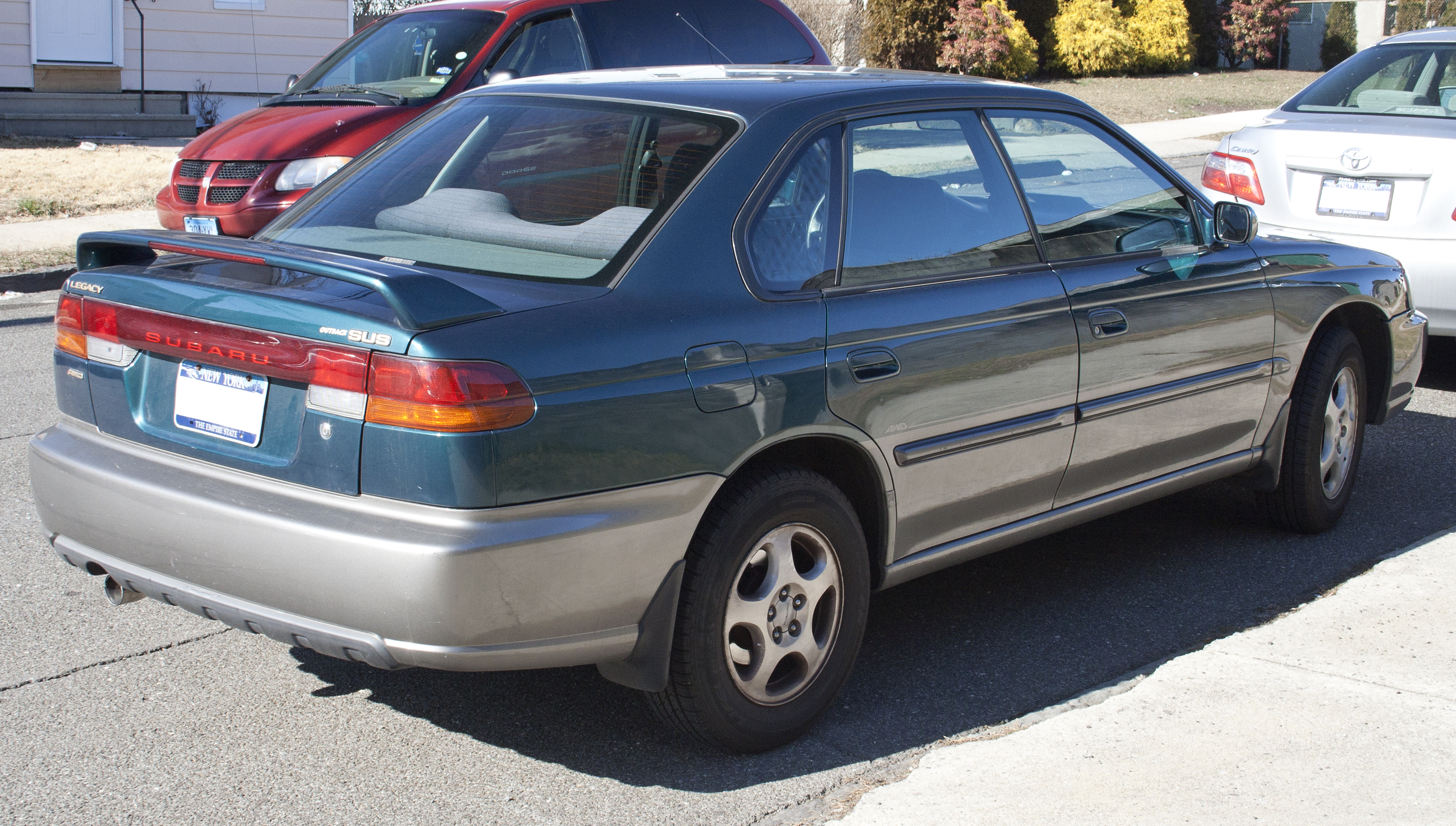
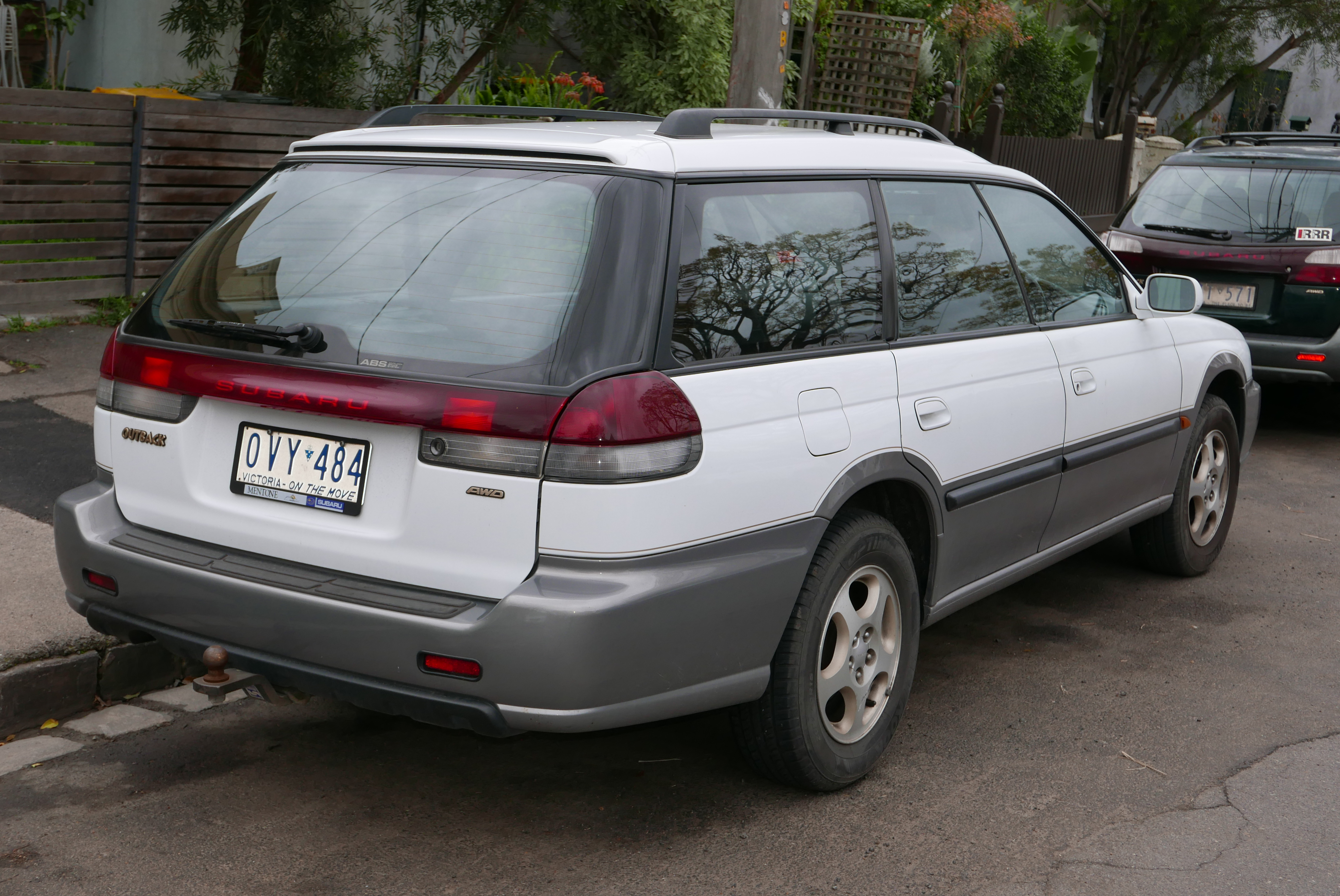
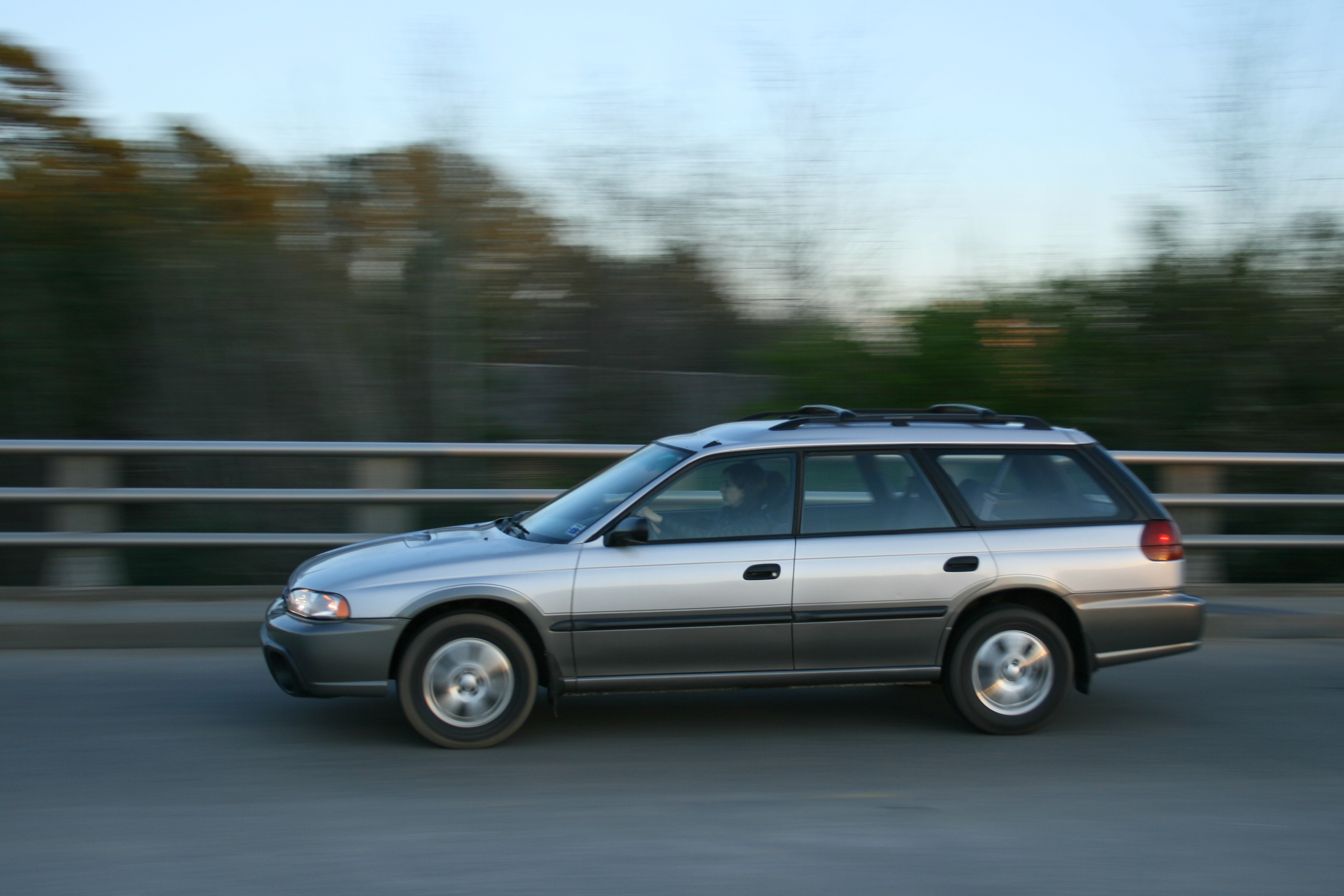

### 第二代BH系（1998年-2003年）
1998年 - 6月17日隨著大改款的第三代Legacy發表，原來的2.5L引擎改為附有AVCS主動閥門控制系統的EJ254型，有助於加強馬力輸出，又可減少廢氣排放。為了確保能停入立體機械式停車位，仍然保持底盤離地高度200mm、車身高度1,550mm。
1999年 - 9月24日追加「Lancaster ADA」新車型，所謂「ADA」為「主動駕駛輔助系統（Active Driving Assist）」之縮寫，擋風玻璃內側上方裝置了兩具CCD攝影鏡頭，配合VDC車輛動態控制系統（Vehicle Dynamics Control System），可針對車間距離、彎路、行駛路線偏移等狀況提供警報給駕駛者。當設定巡航定速時，如果與前車距離過近，系統還會自動減速。此外，此車型尚包含HID頭燈、SRS雙安全氣囊、四輪ABS防鎖死煞車系統、恆溫空調等配備。
2000年 - 新加入一具動力更充沛的3.0L水平對臥六缸DOHC EZ30D型引擎，搭配四速自排變速箱，構成「Legacy Lancaster 6」車型。在此同時新增「Legacy Lancaster S」車型，包含加大的車門後照鏡、鈦灰色進氣壩等配備。
2001年 - 5月22日小改款，車頭修飾得更為立體、改良懸吊系統、新增DVD-ROM，且換上新的企業識別標誌。原先「Legacy Lancaster 6」車型新增ADA行車輔助系統（EyeSight系統之前身），新增在巡航定速狀態下可設定三種車間距離，以及設定二種警報音量。10月22日推出「LancasterS Limited Edition」特仕車以刺激銷售，搭配黑色儀表板、附MD、6CD換片箱、FM/AM等功能的音響系統、HID頭燈組等配備。

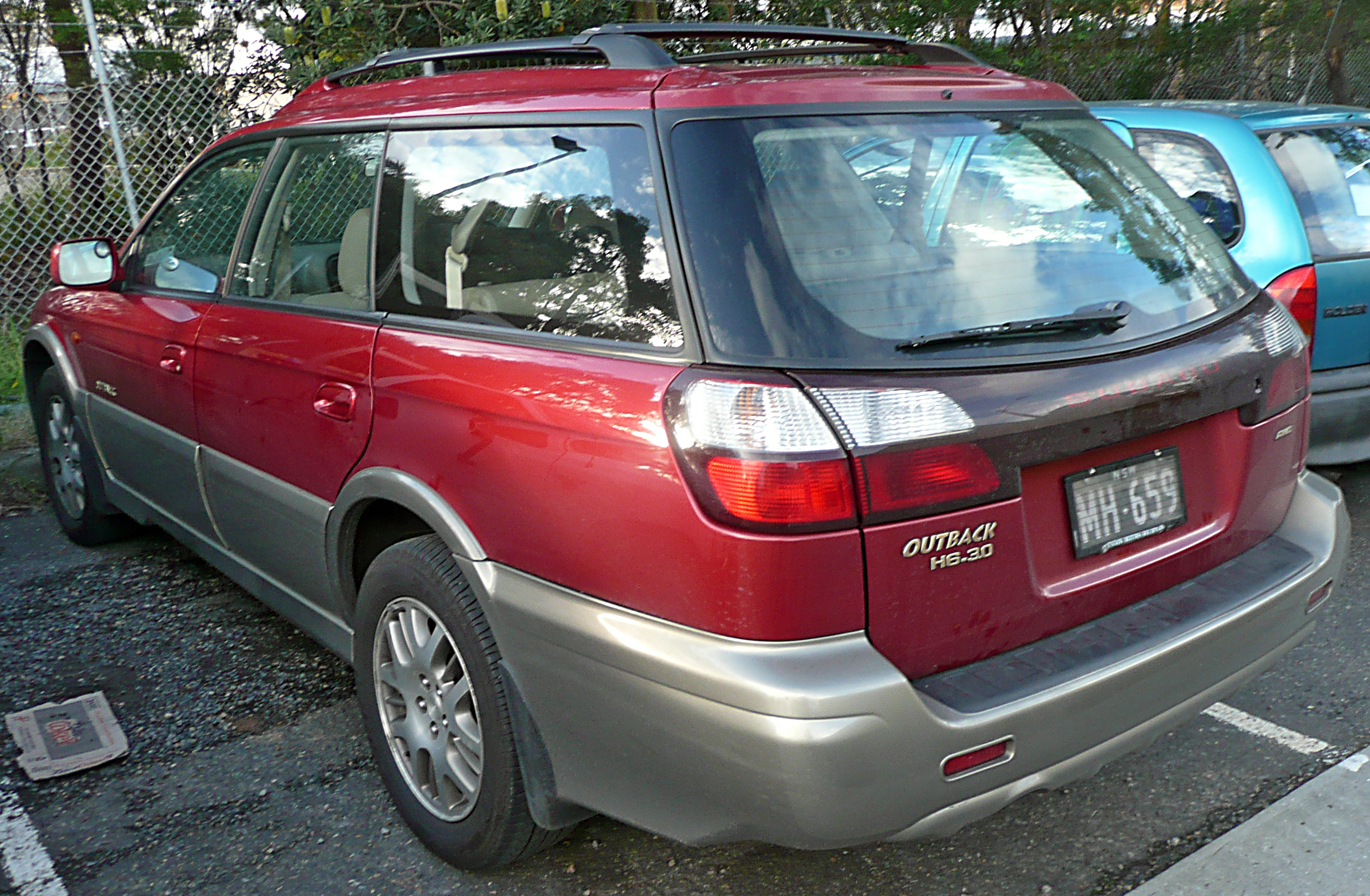
旅行車車尾
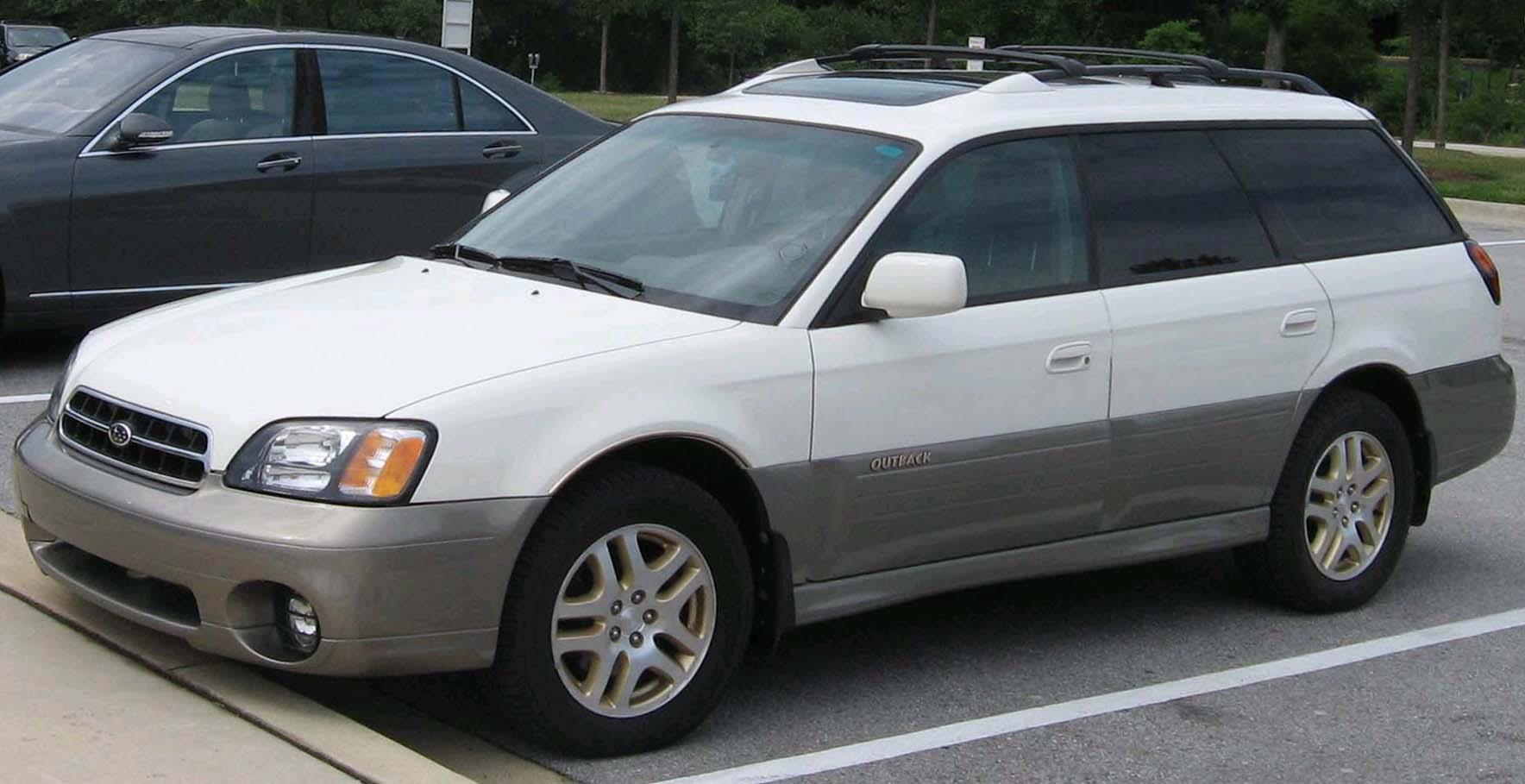
旅行車車頭
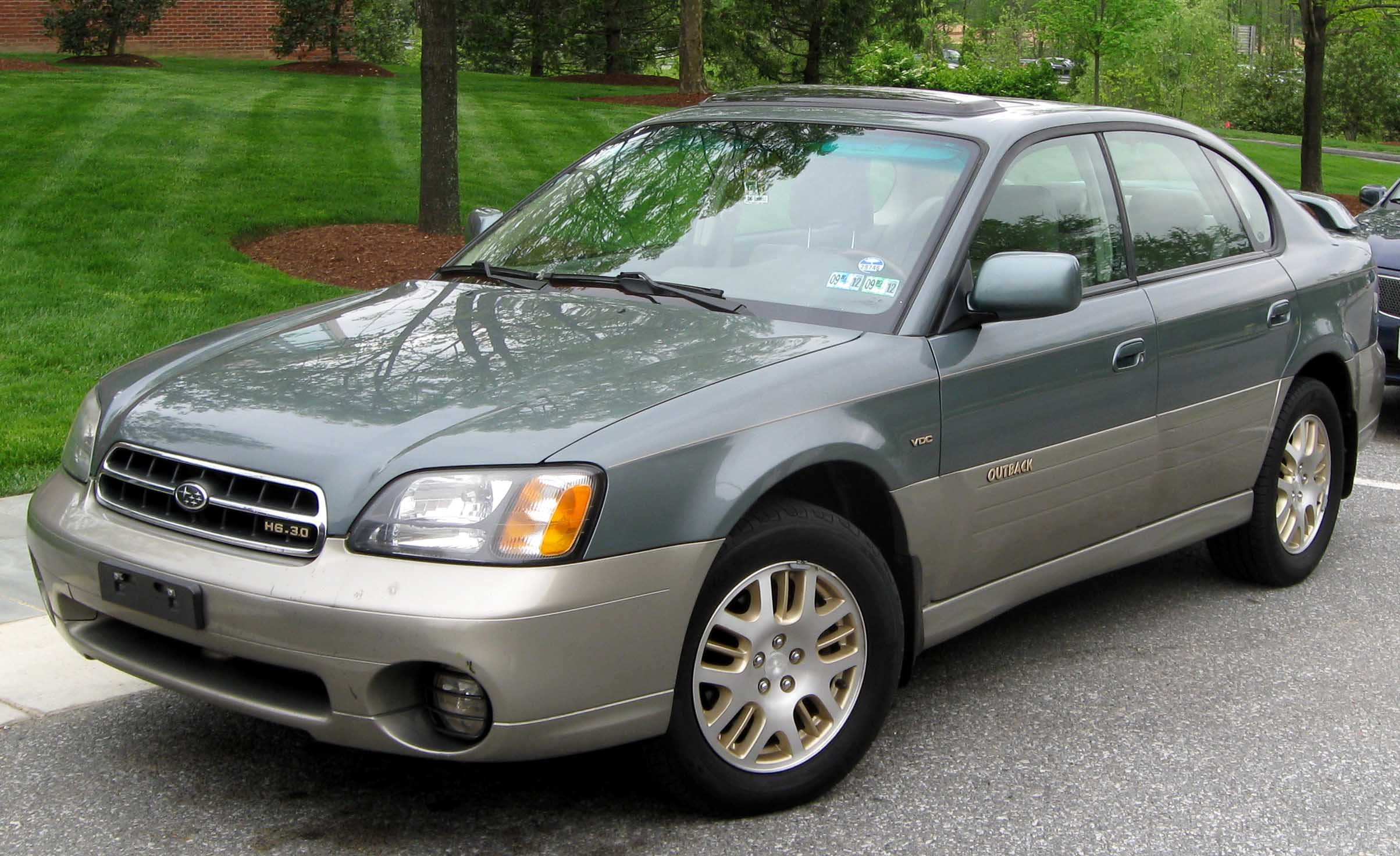
外銷版四門轎車車頭
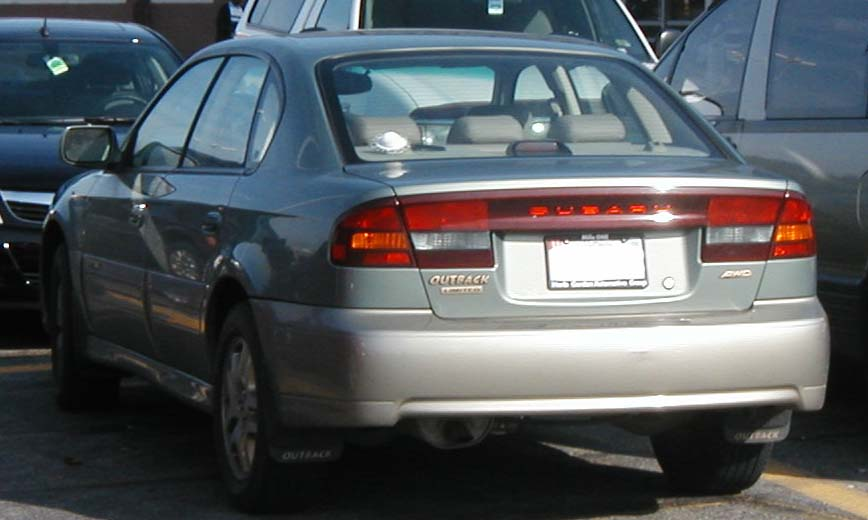
外銷版四門轎車車尾
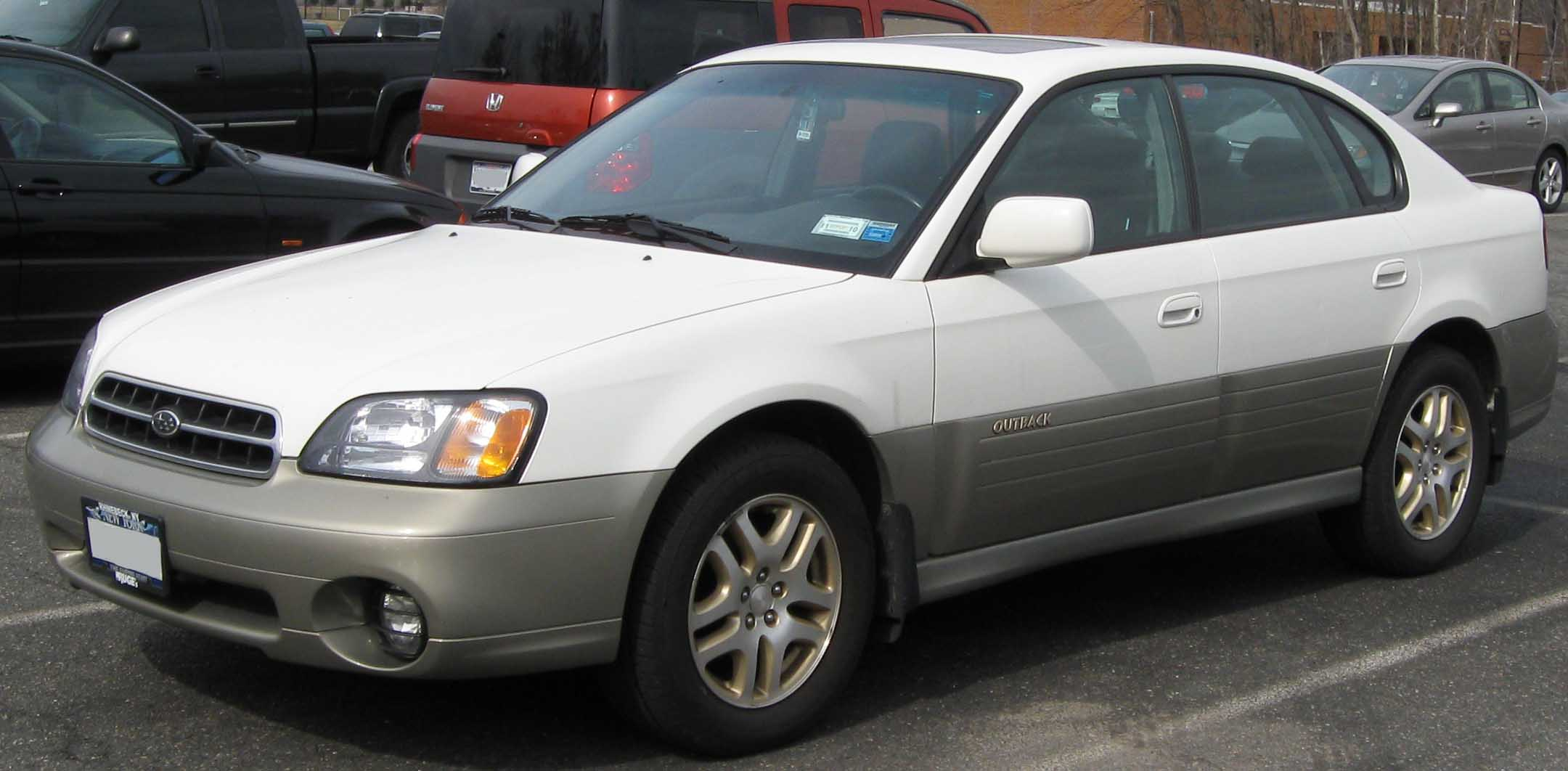
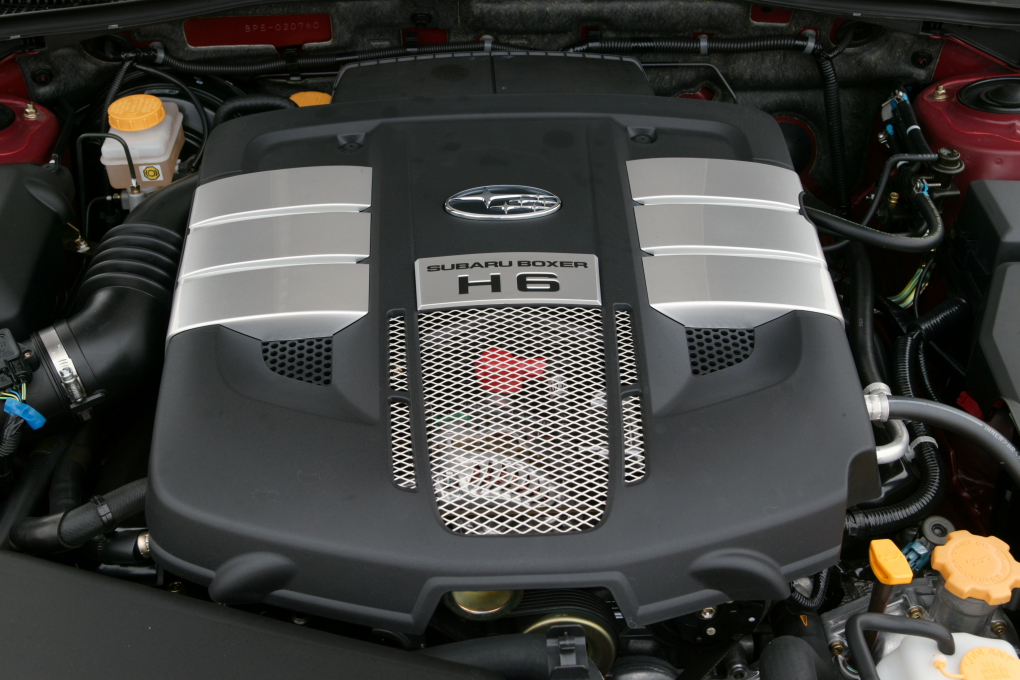
EZ30型水平對臥六缸引擎

#### 速霸陸Baja

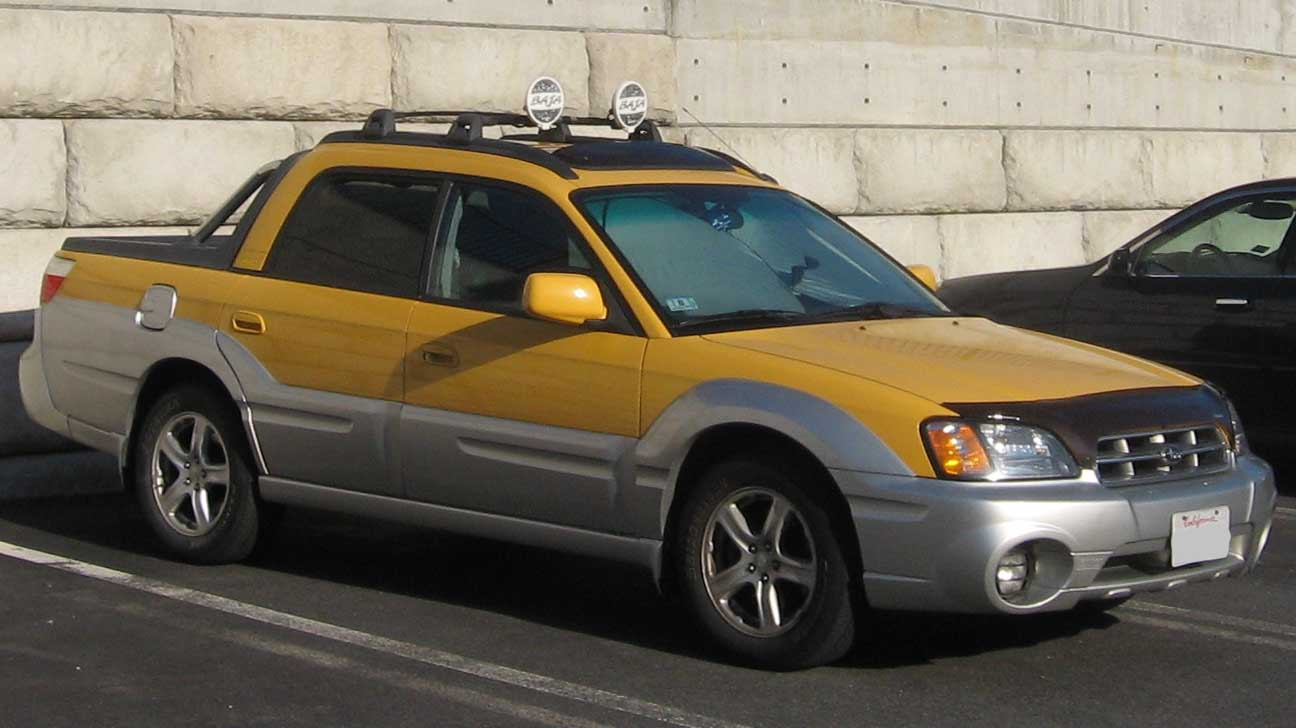
速霸陸Baja

2002年7月起印第安那州拉斐特的「速霸陸五十鈴汽車廠（同年12月起改稱速霸陸印第安納汽車廠〔Subaru of Indiana Automotive, Inc.〕）」以第二代Outback為基礎，將後車廂改為車斗之設計，推出屬於四門皮卡貨車或多功能轎跑車（coupé utility）的速霸陸Baja，專門在美國、加拿大、智利等市場銷售。

### 第三代BP系（2003年-2009年）
2003年 - 10月22日隨著大改款的第四代Legacy而上市，全球車名統一成「Outback」。動力心臟採2.5L水平對臥四缸SOHC EJ253型引擎及3.0L水平對臥六缸DOHC EZ30D型引擎，外銷版另有一具2.5L水平對臥四缸DOHC EJ255型渦輪增壓引擎可供選擇。
2004年 - 和戶外運動用品業者L.L.Bean合作，6月22日推出「L.L.Bean Edition」特仕車，具有四種專屬車色塗裝、金屬灰色鋁合金輪圈、阿爾坎塔拉人造皮革座椅、木紋內飾板等配件。
2005年 - 5月24日發售特仕車「2.5i S-style」，具備自發光式儀表板、八向電動可調駕駛座、MOMO製方向盤、專屬排檔桿、鋁合金踏板等。
2006年 - 5月24日跟隨第四代Legacy小改款，頭燈及尾燈、進氣壩皆重新設計，而且日規版把車名統一成「速霸陸Legacy Outback」。由於引擎汽缸改用最新開發的電解式線上削銳研磨（Electrolytic In-process Dressing，縮寫成ELID），不但使每個汽缸的加工時間減半，也提升壁面細緻度與加工精度，有助於提升燃燒效率。另外導入甫於第106屆紐約國際車展發表的「SI-DRIVE」駕駛輔助系統，可針對不同的駕駛狀況調整電子節氣門及燃油供應。
2007年 - 4月由富士重工業在臺灣成立的臺灣速霸陸股份有限公司（Subaru of Taiwan Co., Ltd.，縮寫成SOT）引進3.0L Outback、Legacy 2.0L五門旅行車至該市場販售。
2008年 - 3月所舉行的日內瓦汽車展上，原廠發表全世界第一具針對乘用車設計的2.0L水平對臥四缸柴油引擎「EE20型」，旋即投入歐洲市場販售。在渦輪增壓器和五速手排變速箱的加持下，可輸出最大馬力147ps / 3,600rpm，最大扭力35.7kgf·m / 1,800-2,400rpm。5月8日「3.0R EyeSight」車型新增「EyeSight」行車安全輔助系統；同時為了慶祝富士重工業成立50周年，販售限量2,000部的「2.5XT」、「2.5XT EyeSight」，搭載原本僅限外銷的2.5L水平對臥四缸DOHC EJ255型渦輪增壓引擎。
同年10月29日一口氣推出「2.5i Premium Leather Limited」、「2.5XT Premium Leather Limited」、「2.5i Smart Selection」等三款特仕車。

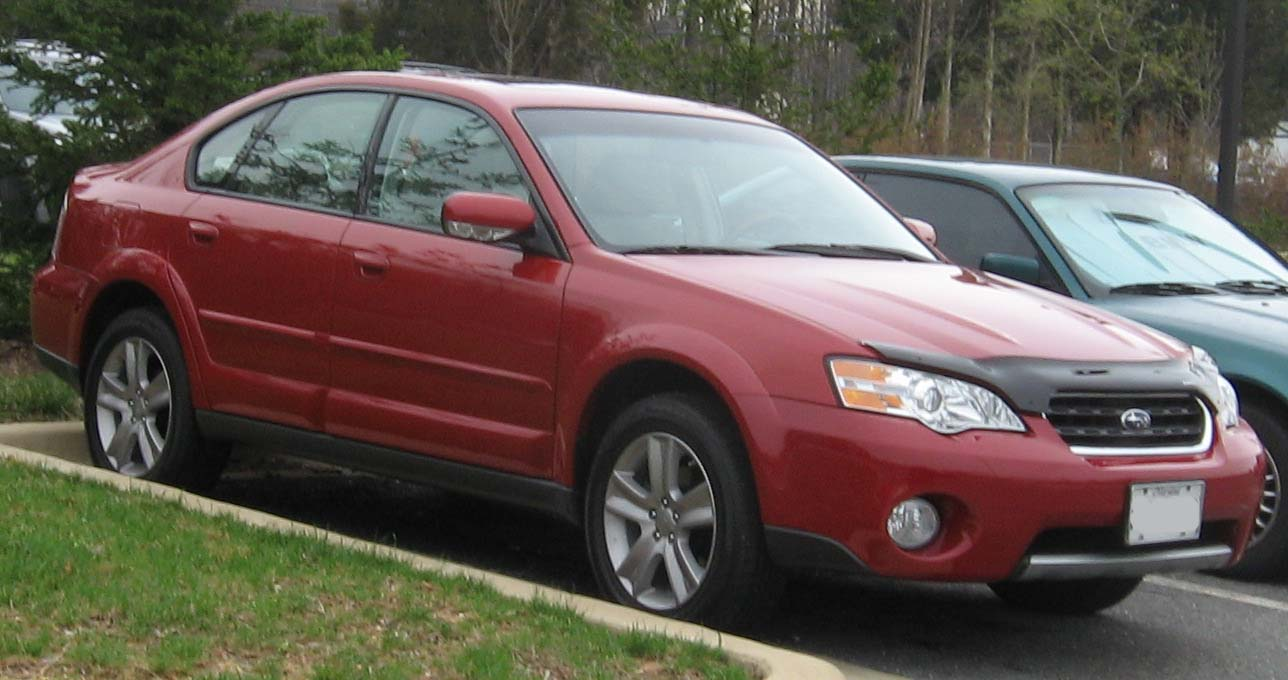
四門轎車車頭（前期型）
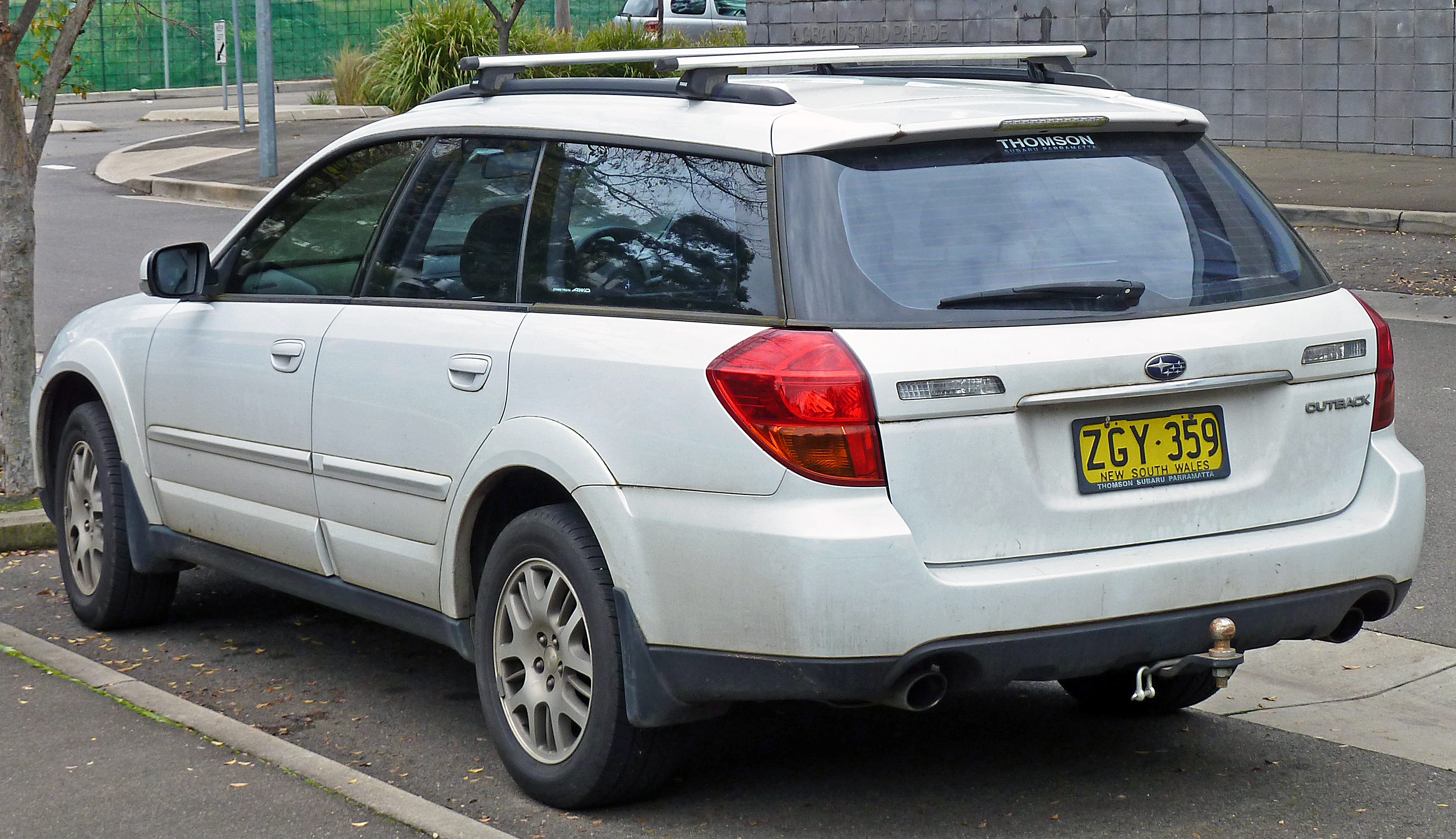
五門旅行車車尾（前期型）
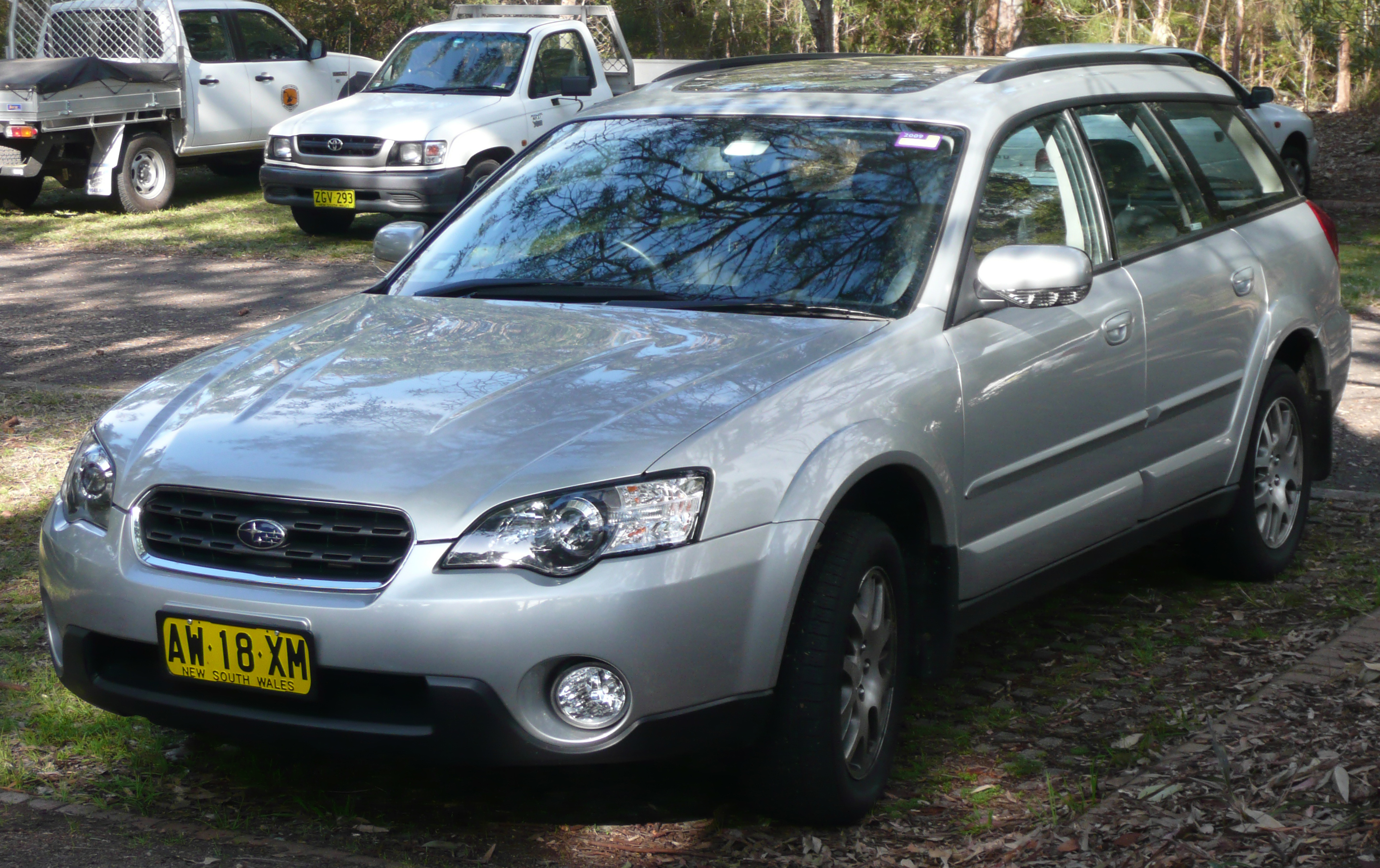
五門旅行車車頭（前期型）
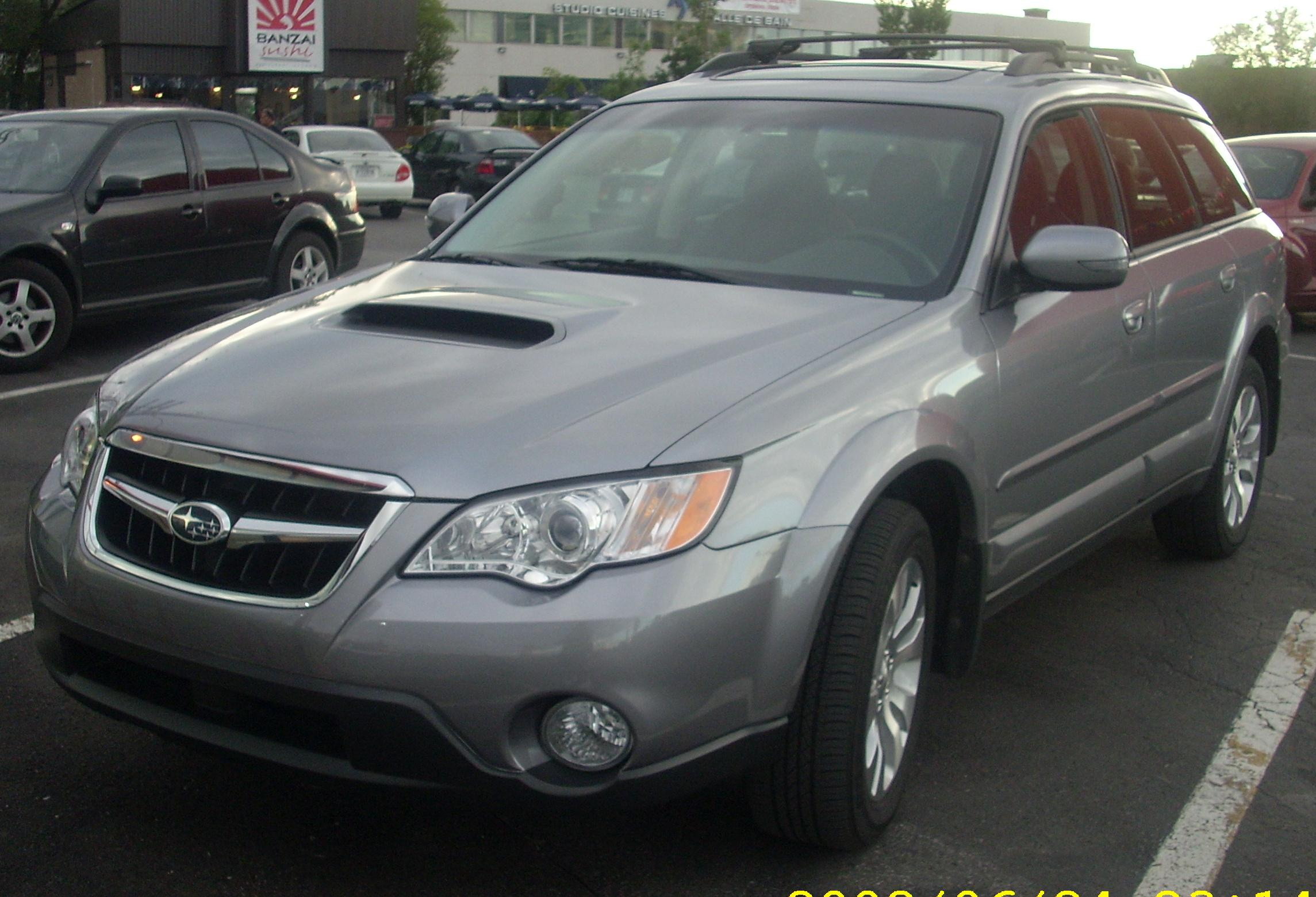
五門旅行車車頭（後期型）
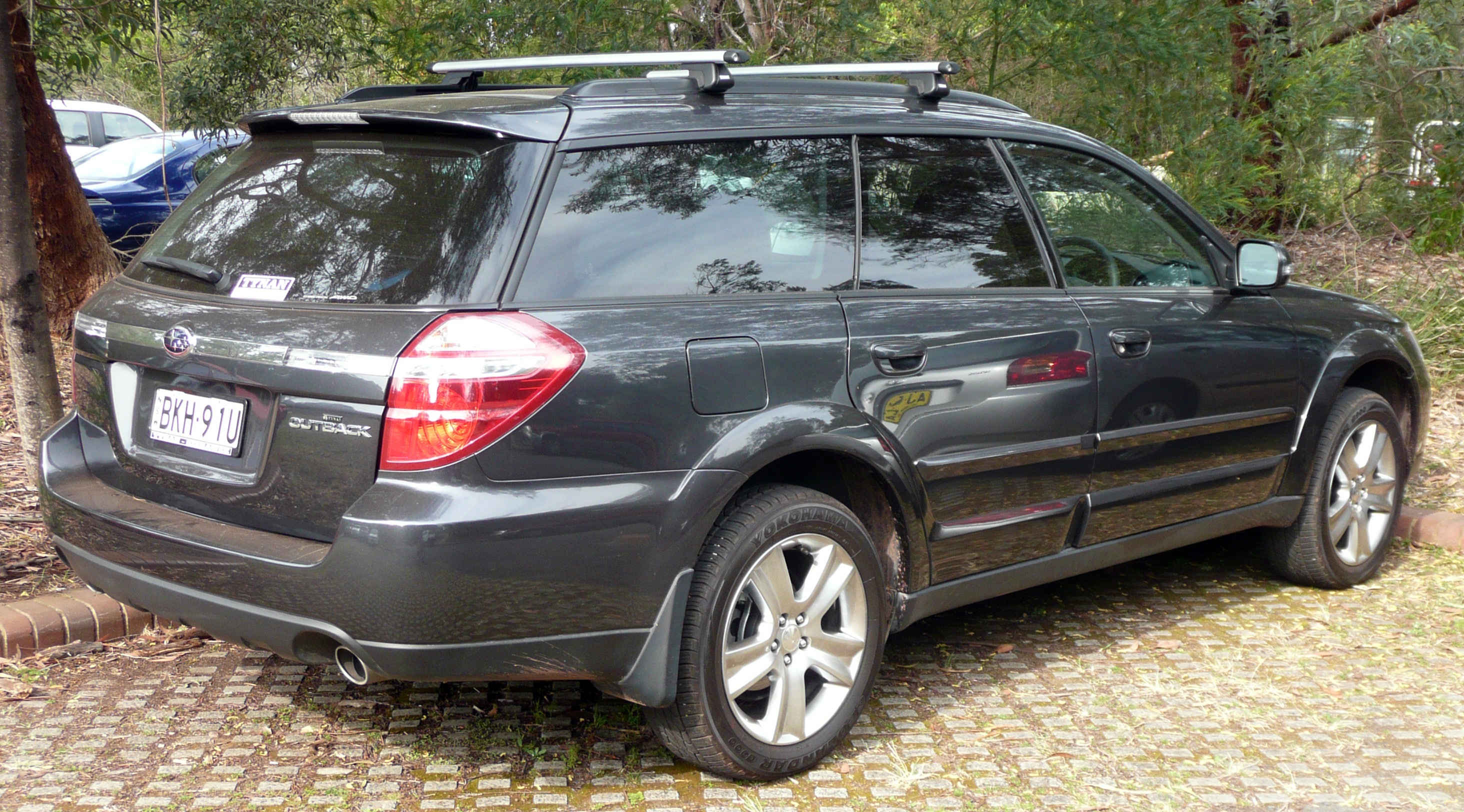
五門旅行車車尾（後期型）
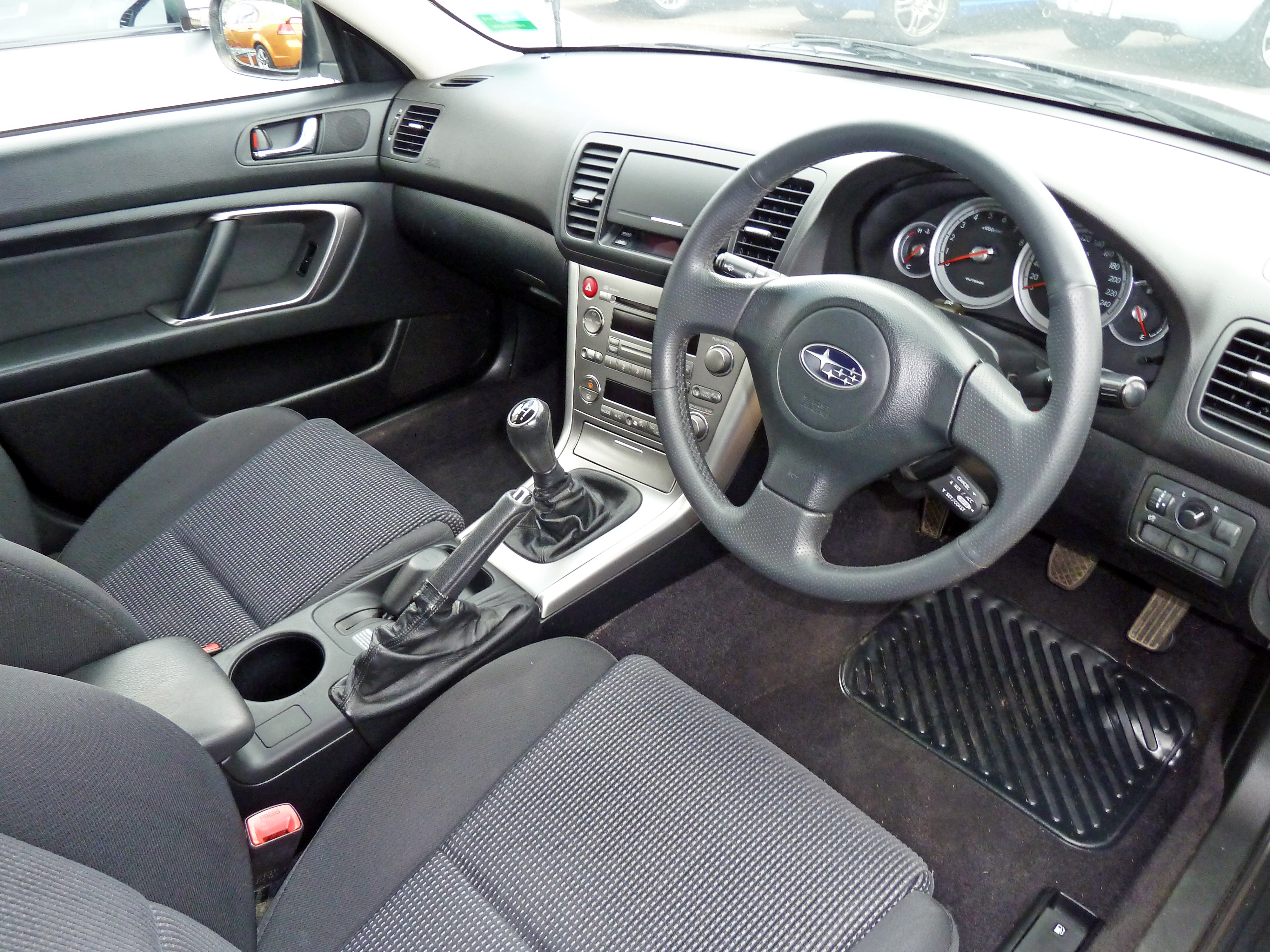
前期型內裝
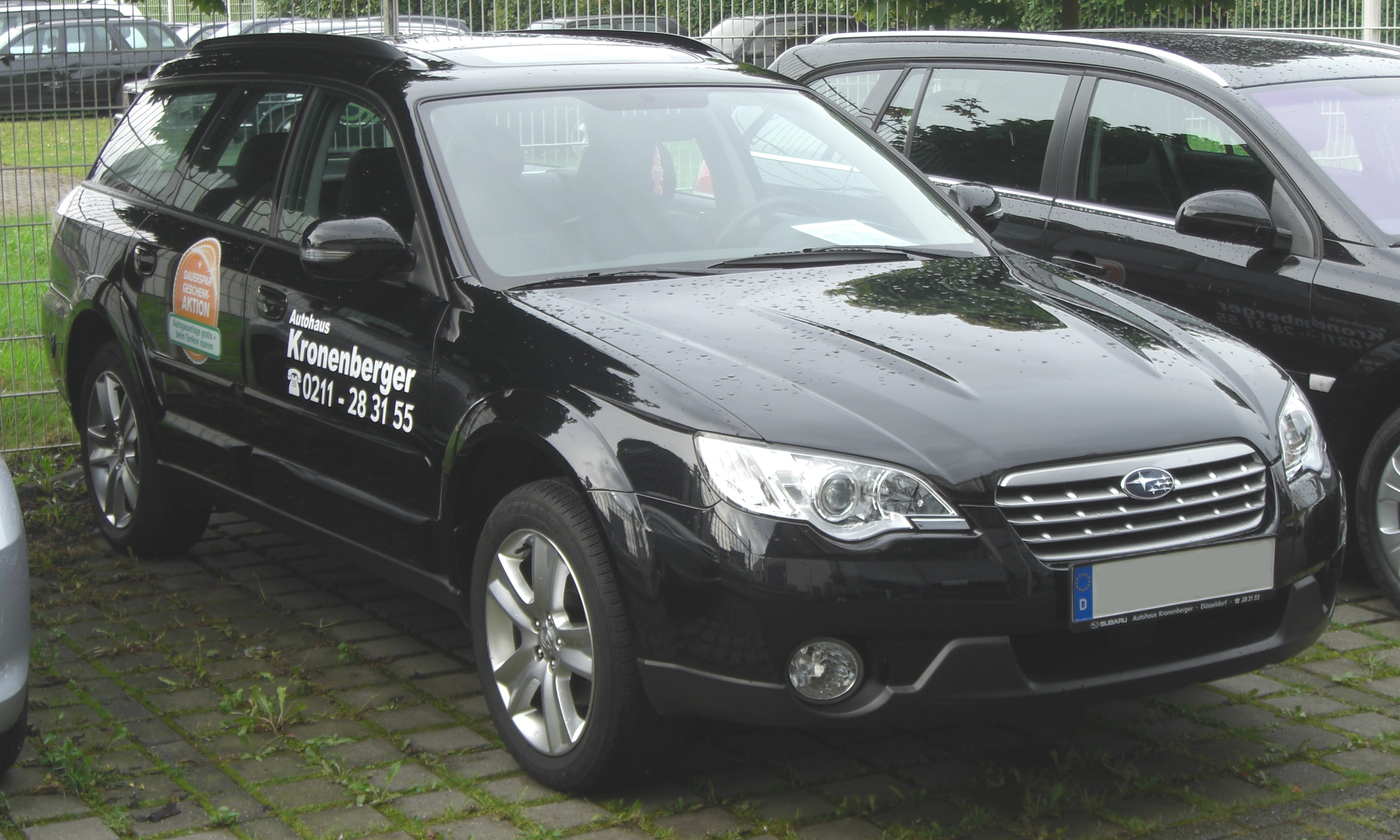
歐規版前期型

### 第四代BR系（2009年-2014年）
2009年 - 5月20日Outback和第五代Legacy四門轎車型B4、五門旅行車型在日本同步發表，原廠找來美國著名演員勞勃·狄尼洛當產品代言人；短短3個星期訂單就超過4千張，比原廠預估目標多出兩倍。動力心臟為2.5L水平對臥四缸SOHC EJ253型引擎，原先3.0L也改以3.6L水平對臥六缸DOHC EZ36型引擎替代，動力更為強勁。至於歐洲市場，則仍繼續供應2.0L水平對臥四缸DOHC EE20型渦輪增壓柴油引擎。除了五速自動排檔或六速手動排檔兩種變速箱之外，原廠更提供新開發的Lineartronic CVT。
2010年 - 5月18日實施小改款，同時中、高端車型加裝改良版的EyeSight行車安全輔助系統，當車輛極為靠近前車或其他物體時，系統會向駕駛者發出警示音。萬一駕駛者沒有減速，以致進入系統所判定的撞擊區域內，EyeSight會自動介入煞車系統，降低車速以阻止碰撞或降低碰撞傷害。此外在車子巡航定速時，若遇到前車減速會自動減速以保持車距，或於必要時煞停車輛。同年7月，台灣意美汽車引進2.5L與3.6L二種排氣量的車型進入臺灣市場。
2012年 - 5月8日再度小改款，換上近似倒梯狀的六角型水箱護罩，輔以齊平排列的格柵飾條。排氣量2.5L的引擎改用全新開發的2.5L水平對臥四缸DOHC FB25型引擎，最大馬力173ps / 5,600rpm、最大扭力24.0kgf·m / 4,100rpm。
2013年 - 5月14日日本市場推出部分改良的Outback，並推出特仕車「2.5i B-SPORT EyeSight」，具備第二代EyeSight行車安全輔助系統、17吋鋁圈、全車空力套件、HID頭燈、三件式踏板、碳纖維內飾板等配備。
2014年 - 2月27日開始販售「Grand Master」特仕車，乃以「3.6R EyeSight」車型為基礎，加裝專屬水箱護罩、後視鏡、車頂行李架、燻黑處理的HID頭燈等，內裝方面以咖啡色皮革米色縫線，搭配深色霧面的專屬款式木紋飾板。

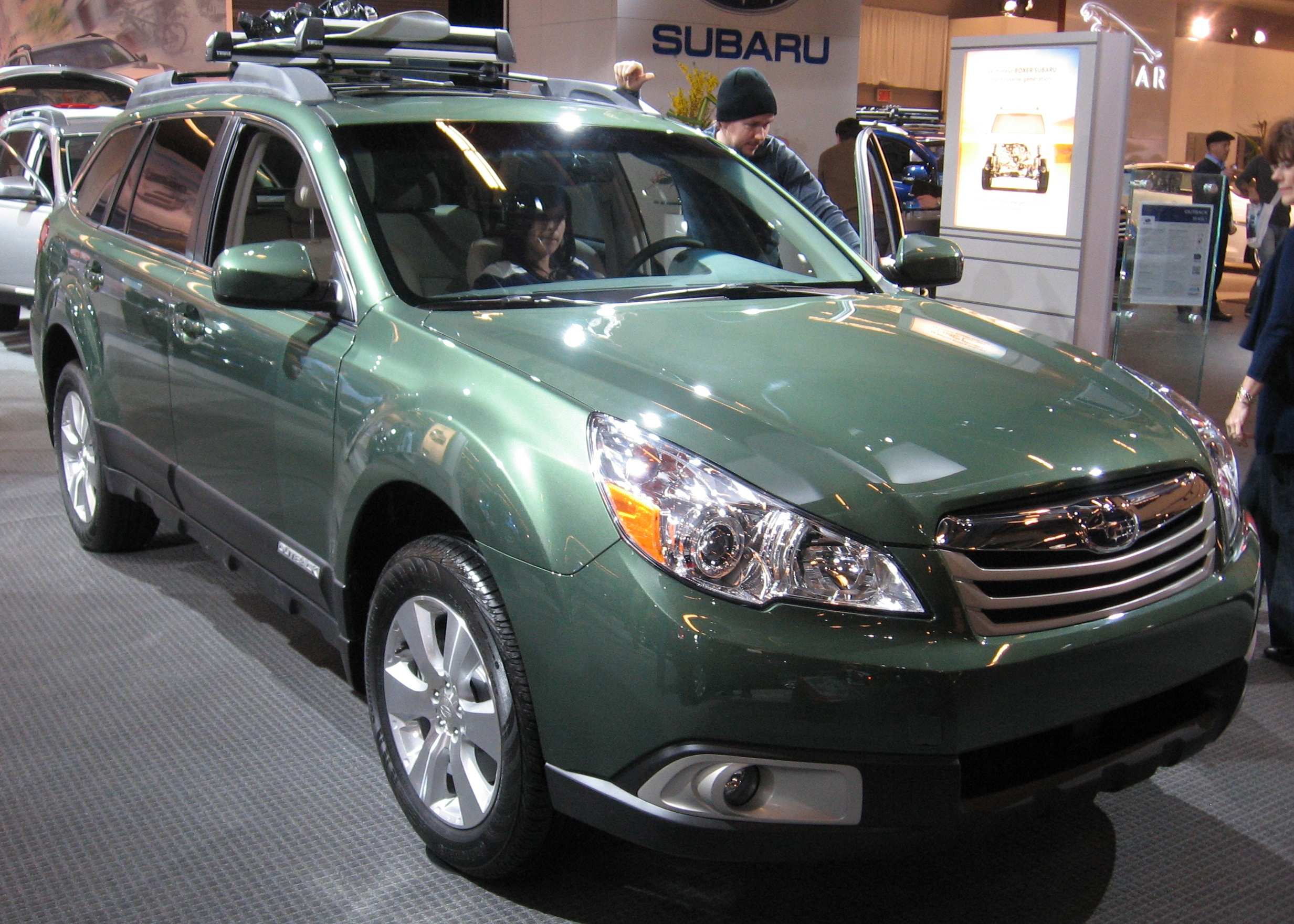
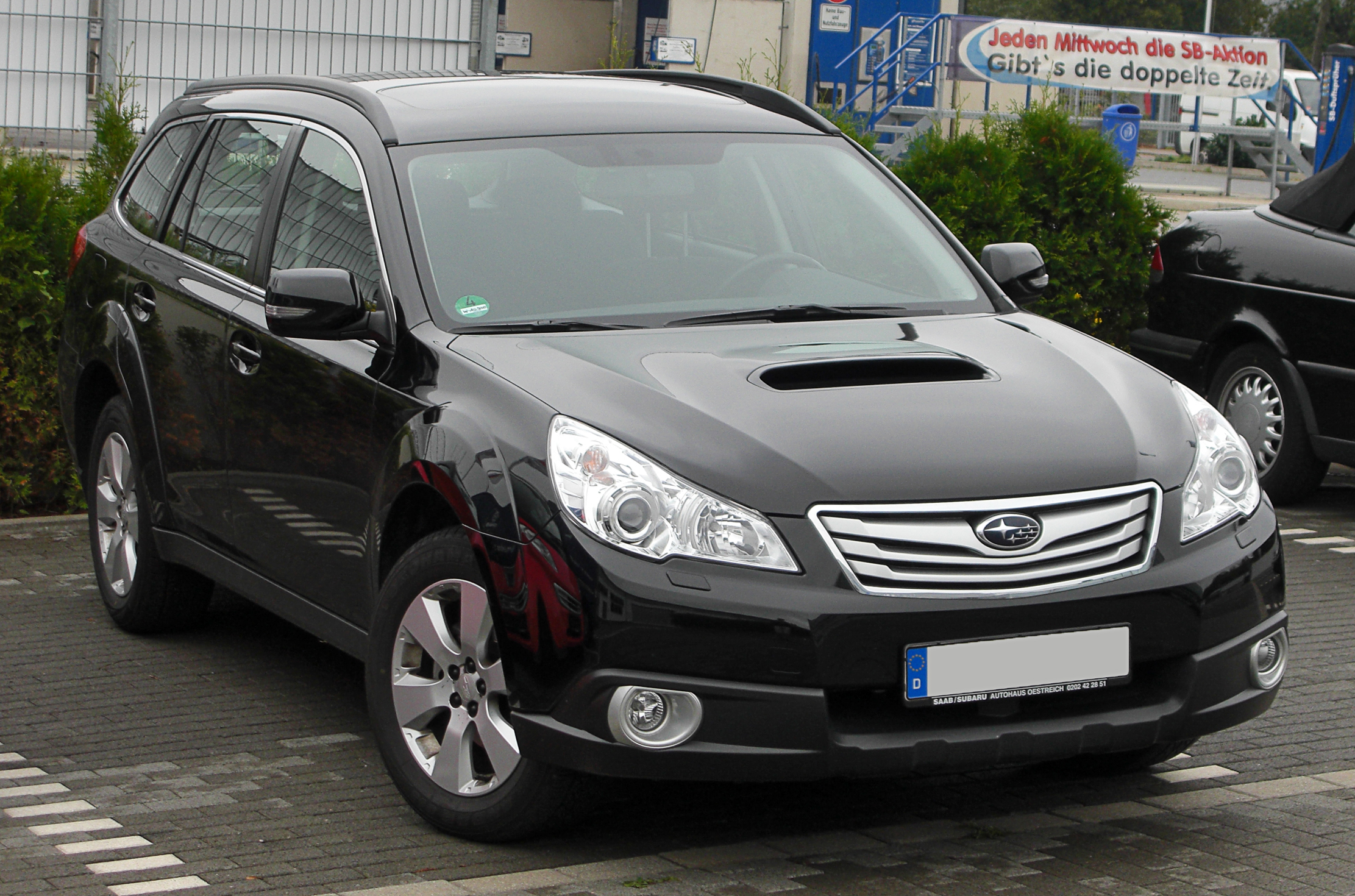
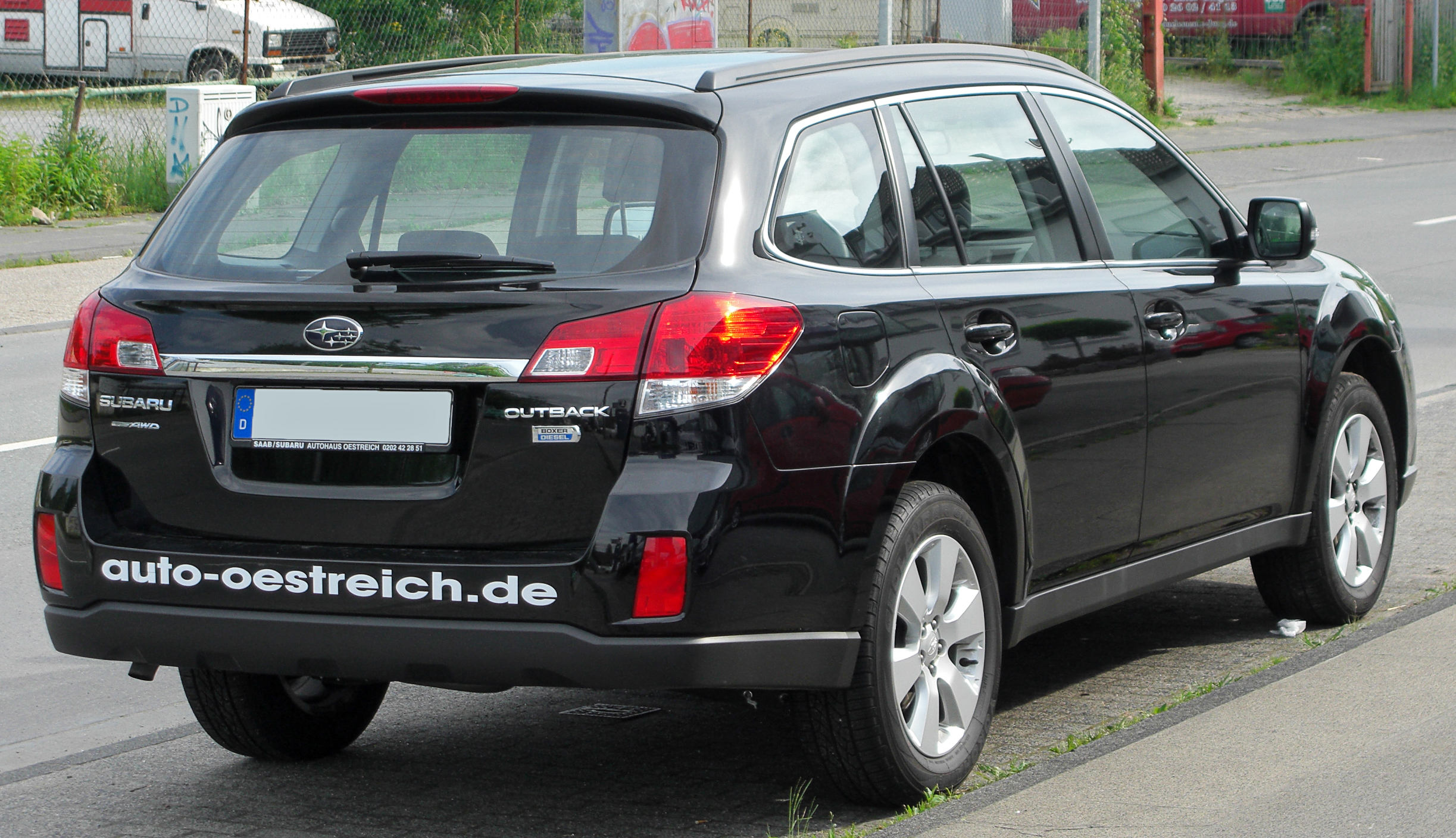
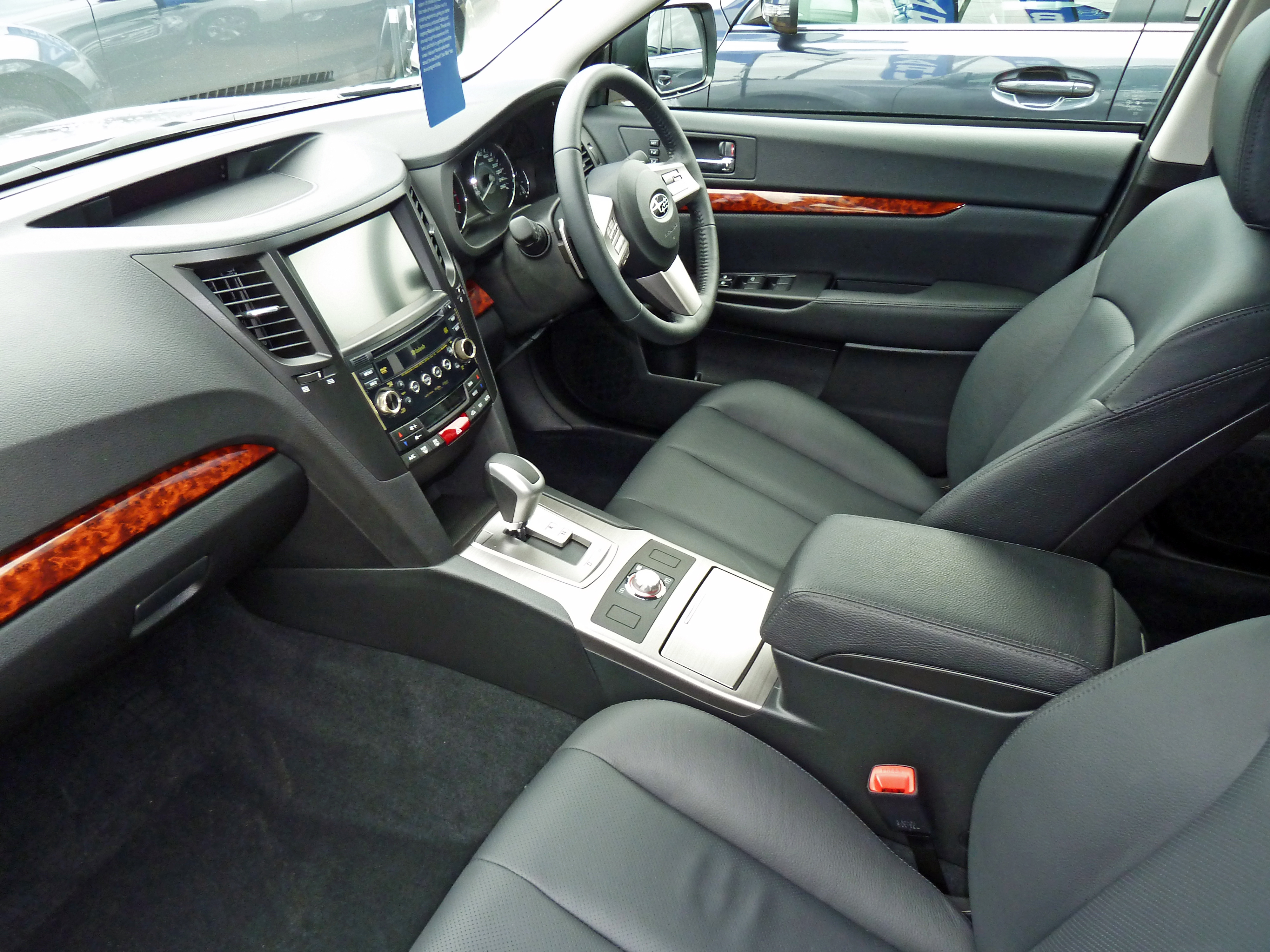
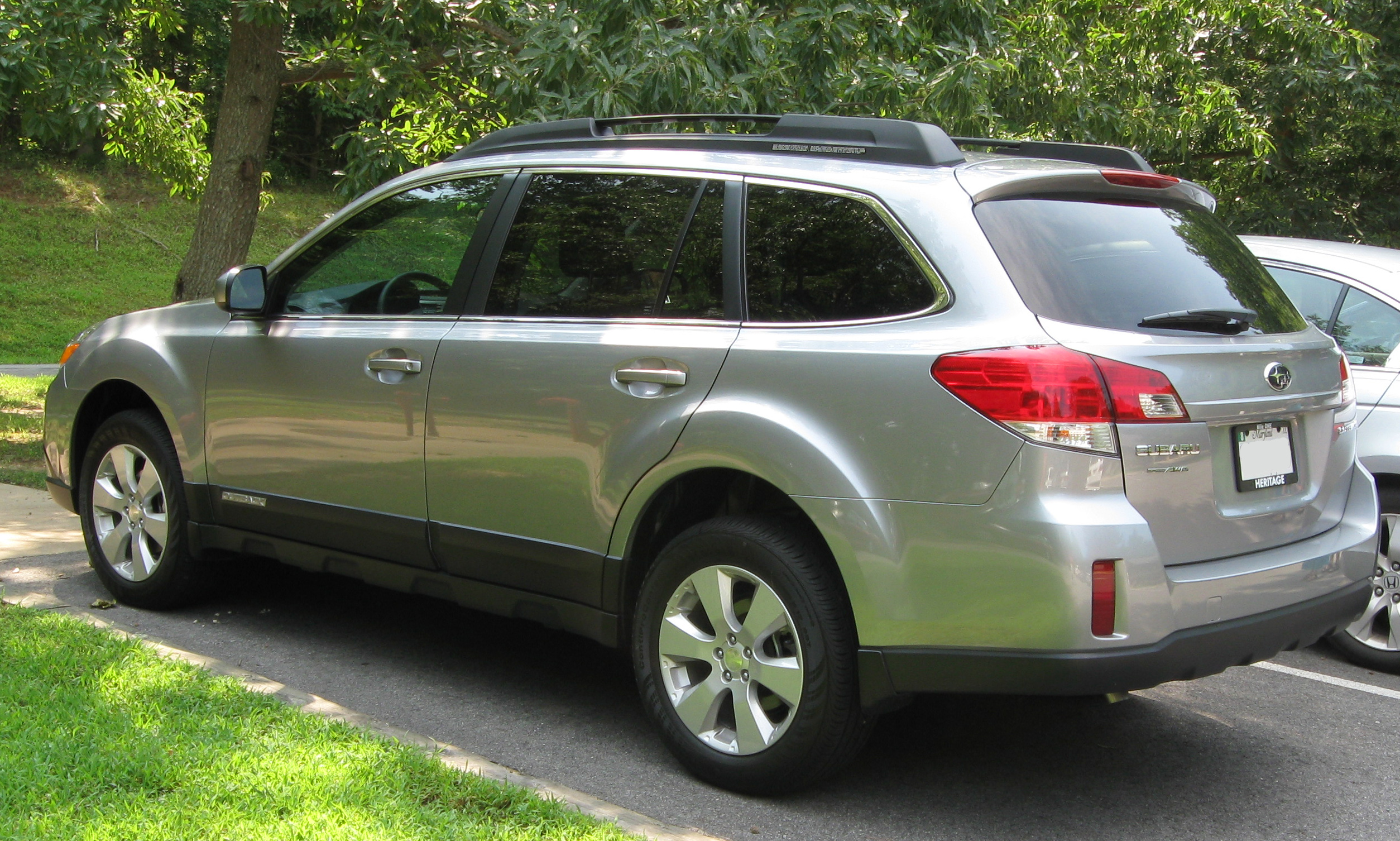
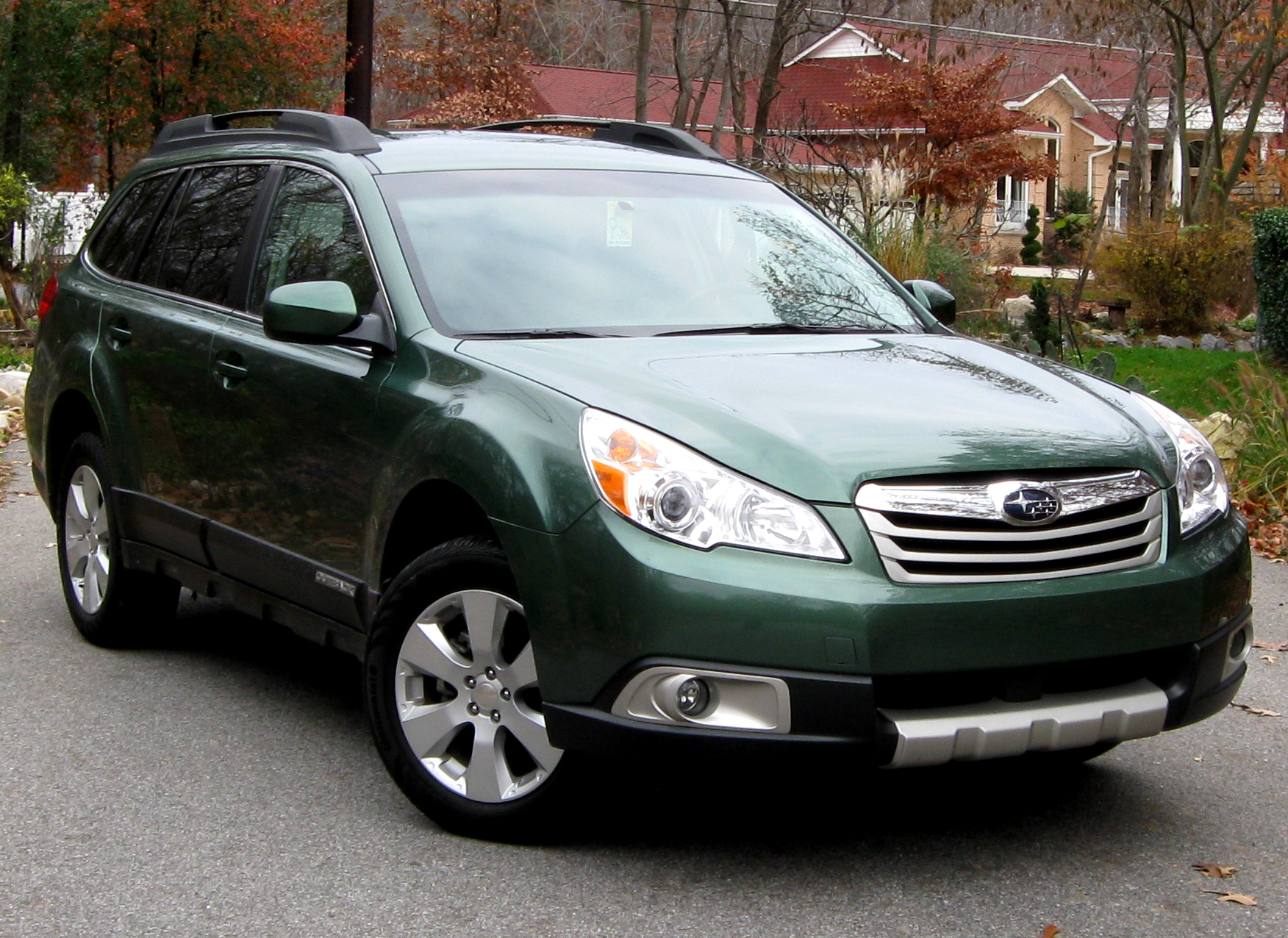
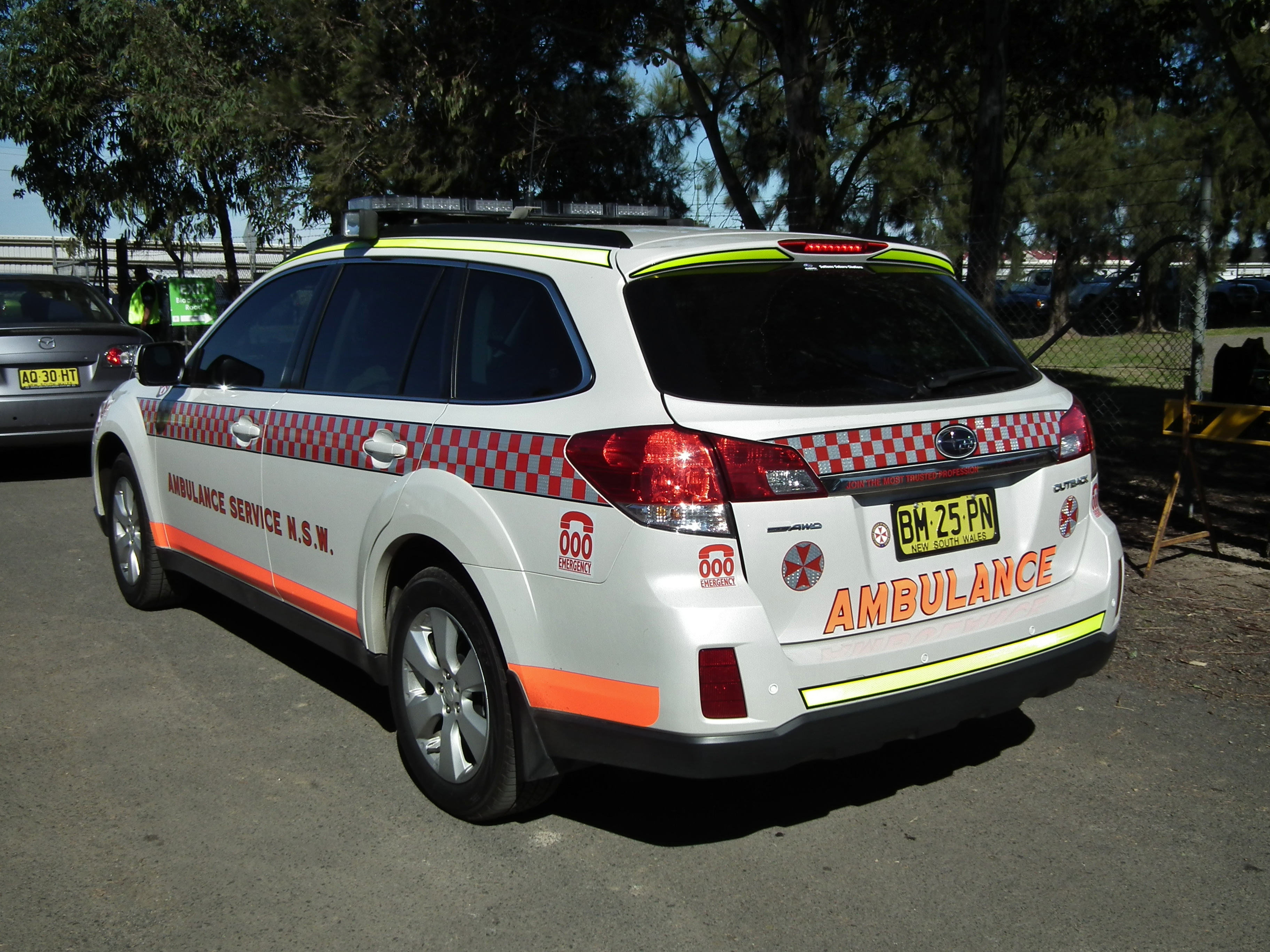
澳洲救護服務車
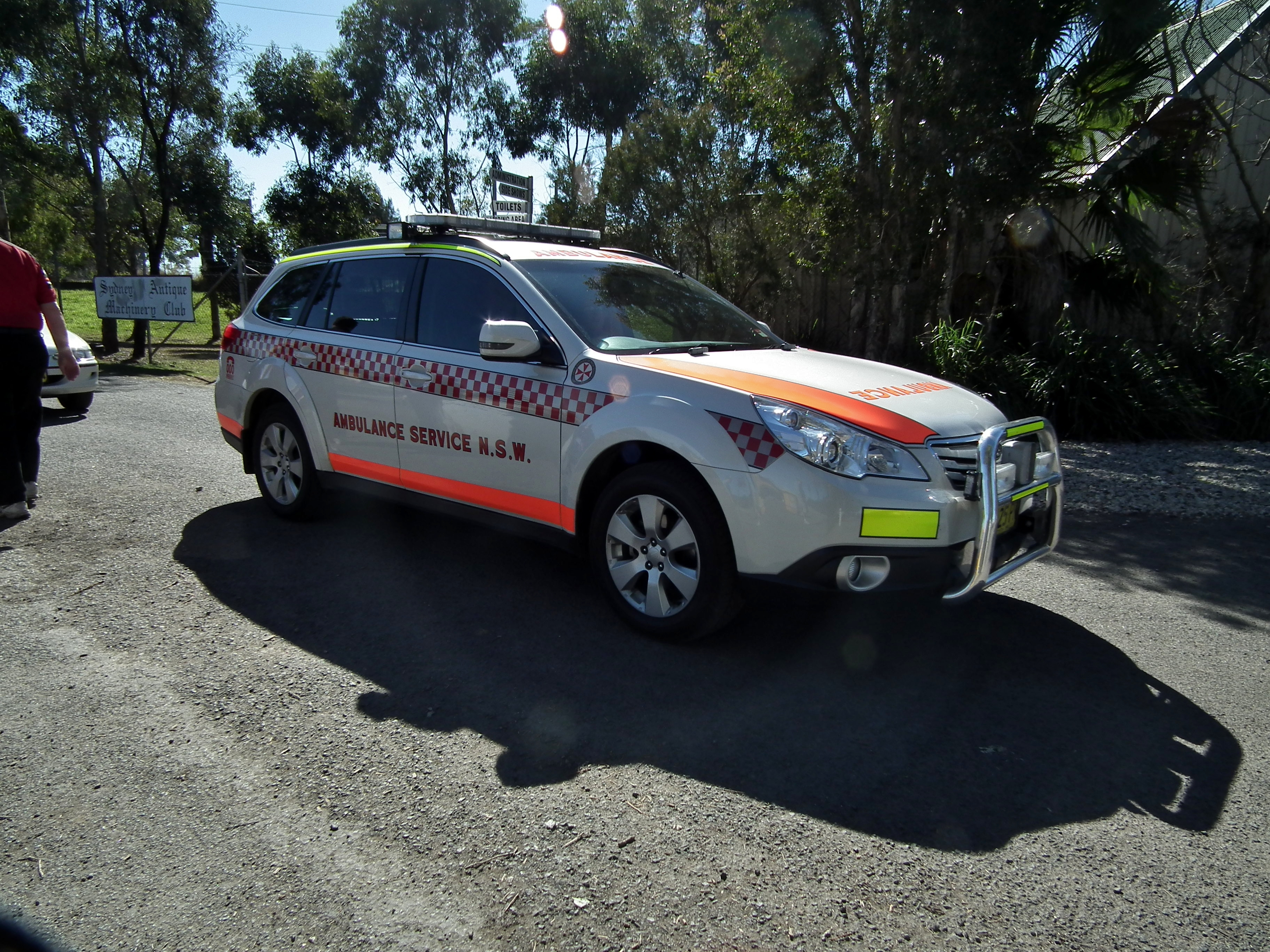
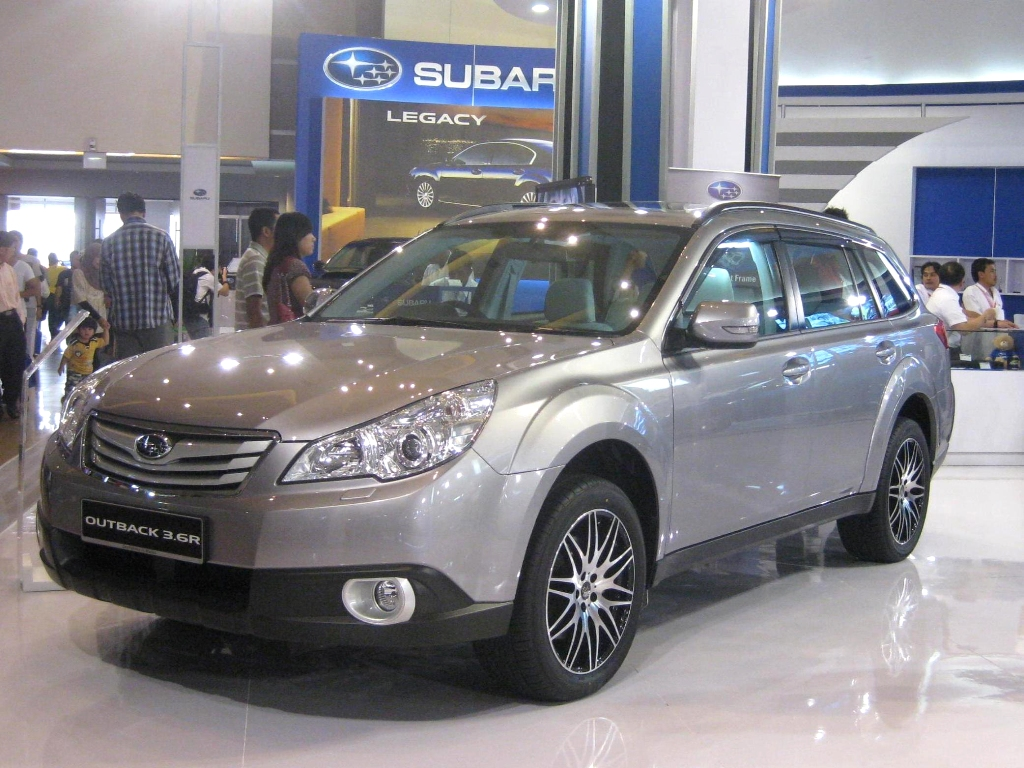

#### 得獎記錄
2009年美國《汽車趨勢雜誌》（Motor Trend Magazine）將第四代Outback評選為「年度最佳SUV」。

#### 安全性召回
2010年5月7日美國速霸陸公司宣布召回29,443輛2009年7月31日至12月1日之間製造的第五代Legacy和第四代Outback，由於Lineartronic CVT變速箱的冷卻軟管材質出現異狀，可能出現裂縫甚至破裂，使得冷卻液外漏導致引擎無法運作。同年6月24日也宣布由於方向機柱內的電線覆皮可能因受壓而破裂，導致車內電子裝置無法使用，必須召回2009年2月16日至2010年4月12日間製造的73,698輛車。
2012年2月台灣意美汽車也宣布召回2011年至2012年製造的Legacy和Outback，以進行煞車總泵的更換檢修。由於在低溫環境下輕踩煞車時，煞車總泵內的皮碗內部移動阻力增加，導致皮碗翻轉，因而增長煞車踏板的作用行程；此番需召回的車輛共計221輛。

### 第五代BS系（2014年-2021年）
2014年 - 原廠4月18日在紐約國際車展中正式讓第五代Outback亮相，車身尺碼放大，車長、車寬與車高达到了4,815mm、1,840mm及1,605mm，車長和車寬分別增加70mm與20mm。車頭換上家族化的六角形水箱護罩（附自動起閉功能〔Active Grille Shutter〕以降低風阻）及頭燈設計。在動力來源的部分和第六代Legacy一樣，日規版提供2.5L水平對臥四缸DOHC FB25型引擎，美規版則多了3.6L水平對臥六缸DOHC EZ36型引擎之選擇。二種動力皆換上鋁合金引擎蓋，以減輕前軸的重量，並且搭配Symmetrical All-Wheel Drive四輪驅動系統及Lineartronic CVT無段式變速系統。第五代Outback具有主動式扭力引導系統（Active Torque Vectoring），可提升對彎道的操控性。安全配備方面除了第三代EyeSight行車安全輔助系統，另包含盲點偵測系統（Blind Spot Detection）、車道輔助系統（Lane Change Assist）、車後交通警示系統（Rear Cross Traffic Alert）等，以及在轉彎時能亮起的轉向感應霧燈（Steering-Responsive Foglights）。
同年10月24日，日規版正式發售。動力僅配置2.5L水平對臥四缸DOHC FB25型引擎，區分成入門級和頂級「Outback Limited」兩種車型。
2015年 - 3月25日台灣意美汽車正式引進第五代Outback，動力心臟為2.5L水平對臥四缸DOHC FB25型引擎，入門級之標準配備具有附換檔撥片的多功真皮方向盤、10向電調駕駛座椅、7吋全彩LCD多點觸控屏幕、雙區恆溫空調等；高階的2.5L i-S車型則進一步加上免鑰匙進入和按鈕啟閉系統、車側鋼琴飾條、真皮座椅、副駕駛座8向電動調整、電動啟閉尾門裝置、電動天窗及雙前座電熱椅等配備設定。在主被動安全方面，大改款的Outback車系皆擁有雙模式SI-DRIVE駕駛輔助系統、BAS煞車力道輔助系統、上坡起步輔助系統、ABS防鎖死煞車系統、TCS循跡防滑控制系統、VDC車身動態穩定控制系統、ATV主動扭力引導系統、7具安全氣囊等設定。
2016年 - 1月5日開始發售特仕車「Limited Smart Edition」，座椅採用東麗株式會社生產的「Ultrasuede（ウルトラスエード）」人工皮革製成，前後保桿重新設計。同年9月8日原廠宣佈10月3日開賣部份改良之車型，改良主要著重在EyeSight行車安全輔助系統，新增連續車道保持功能，且將車道保持功能的作動車速由65km/h以上改成60km/h以上，搭配可於0-100km/h全速域自動跟車（含靜止起步加速功能）的主動式巡航系統，等同具備單一車道自動駕駛的功能，可大幅減輕長途駕駛的負擔。此外，方向盤加熱功能亦列入標配，並追加橡木棕珍珠烤漆的新車色。另外，為了紀念水平對臥引擎發表50周年，原廠宣佈2017年1月9日開始發售「X-Advance」特仕車。在車內座椅、門板、中央扶手、方向盤、排檔桿等處鋪設具有黃綠色縫線的合成皮革材質，並配合灰色防水織布材質、黑色金屬網格壓紋飾板和黑色鋼琴烤漆前座中央出風口；外觀部分則有黑色後視鏡、車頂行李架、位於車側下護條的Outback黃綠色徽飾、青銅色塗裝17吋五輻雙肋式鋁圈等配備。
2017年 - 9月4日原廠發表小改款，10月5日上市。EyeSight行車安全輔助系統新增倒車自動煞車功能，且全速域自動跟車的速域由0-100km/h提高至0-120km/h。

#### 得獎記錄
2015年9月第六代Legacy和第五代Outback雙雙獲得優良設計獎等獎項。

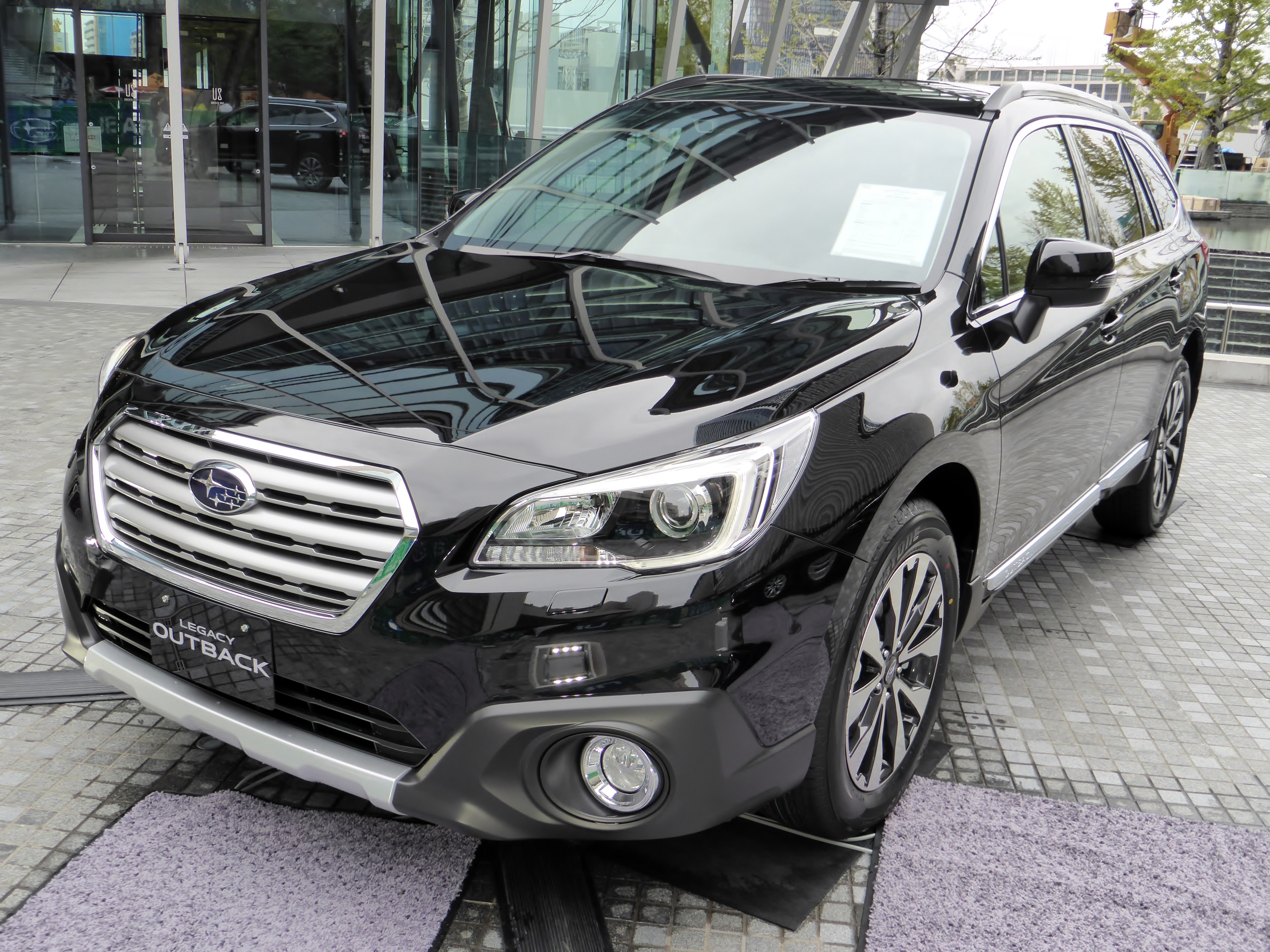
日規版Legacy Outback Limited車頭
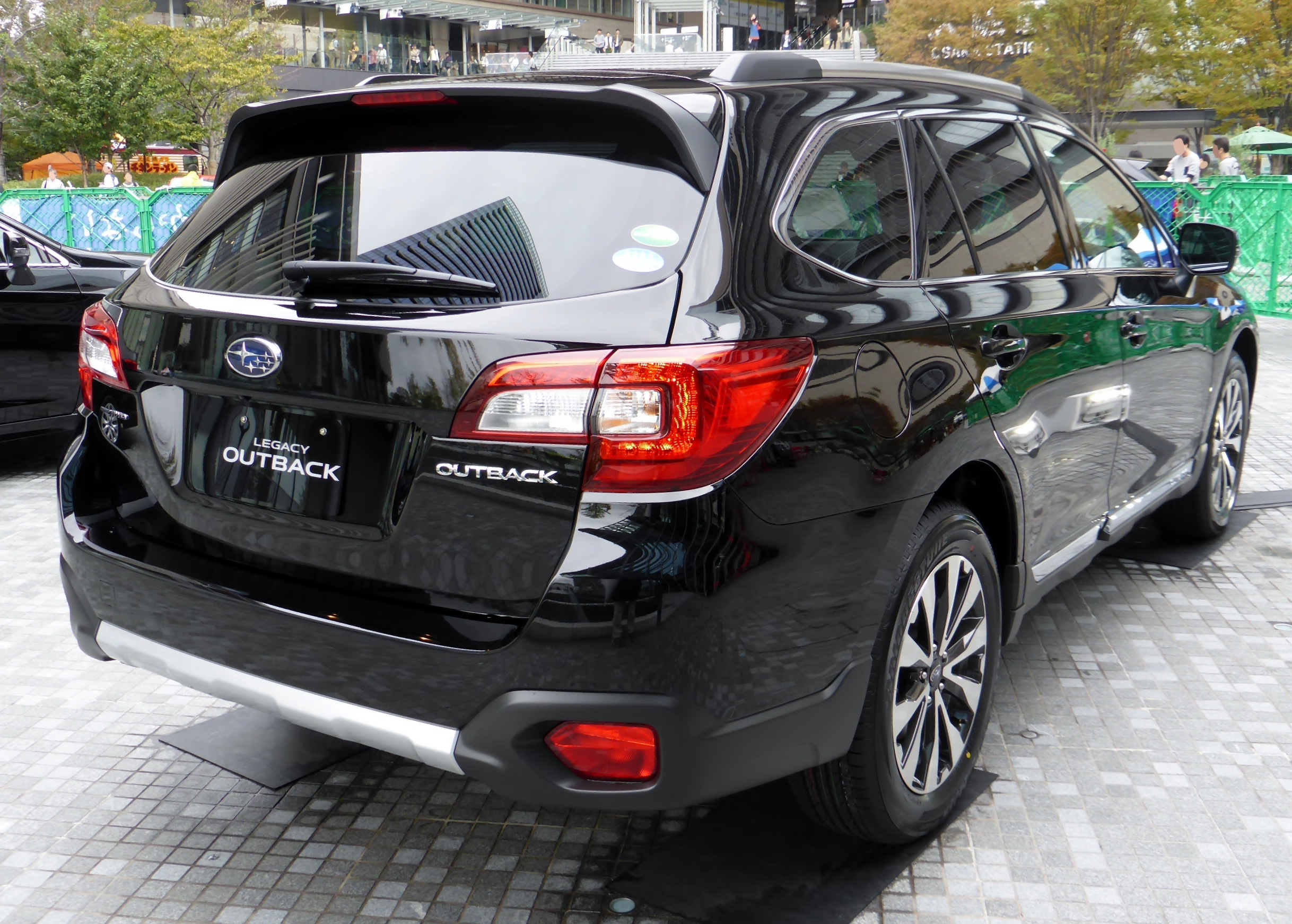
日規版Legacy Outback Limited車尾

### 第六代BT系（2020年迄今）
2019年4月18日，SUBARU 在紐約國際車展中正式發表第六代Outback。此次改版的重點是換上了Subaru車系統用的的SGP模組化底盤平台，讓車體剛性與輕量化程度皆有進步，底盤多處支臂則改以鋁合金材質製作，讓懸吊系統具備更靈敏的作動表現。至於新一代的車身尺碼再度放大，車長、車寬與車高达到了4,860mm、1,855mm及1,680mm。車室內的中控台上加入了11.6吋的HMI（Human Machine Interface）屏幕，將各種車輛相關信息和設定集中於此，支持Apple CarPlay、Android Auto，以及Wi-Fi、緊急通報等功能。配置的EyeSight系統也加入車道維持輔助以及可跟隨前車方向提供轉向輔助功能的改進版ACC主動巡航（Advanced Adaptive Cruise Control）等功能。

## 外部連結
- 臺灣官方網站
- 中國官方網站 （页面存档备份，存于）
- （英文）香港官方網站 （页面存档备份，存于）
- （日語）日本官方網站 （页面存档备份，存于）